# Kämpfe um Regensburg (1632–1634)
Kämpfe um Regensburg (1632–1634) beschreibt die drei großen militärischen Ereignisse, die im Verlauf des Dreißigjährigen Krieges in Regensburg stattfanden.
- Überfallartige, kampflose Besetzung von Regensburg durch bayerische Truppen und festungsartiger Ausbau der Stadt.
- Eroberung von Regensburg durch ein schwedisches Heer und Vorbereitungen zur Verteidigung der Stadt gegen den nach der Ermordung von Wallenstein erwarteten Angriff neu aufgestellter kaiserlicher Truppen von Norden.
- Rückeroberung der schwedisch besetzten Stadt Regensburg durch ein kaiserlich-bayerisch-ligistisches Heer. Die Rückeroberung gelang, obwohl zwei schwedische Entsatzheere schon bis Landshut vorgedrungen waren, dort aber viel Zeit mit Plünderungen verschwendeten, statt weiter nach Regensburg zu ziehen. Erst auf dem Weg nach Regensburg erfuhren die Heerführer der beiden schwedischen Entsatzheere, dass die schwedischen Truppen in Regensburg bereits kapituliert hatten und die siegreichen kaiserlichen Truppen sofort nach Westen Richtung schwedisches Hauptquartier abgezogen waren. Für die beiden schwedischen Entsatzheere folgte ein überstürzter, verlustreicher Rückzug nach Westen, wo dann in der Folge beide schwedischen Heere in der Schlacht bei Nördlingen vernichtet wurden.

## Überblick

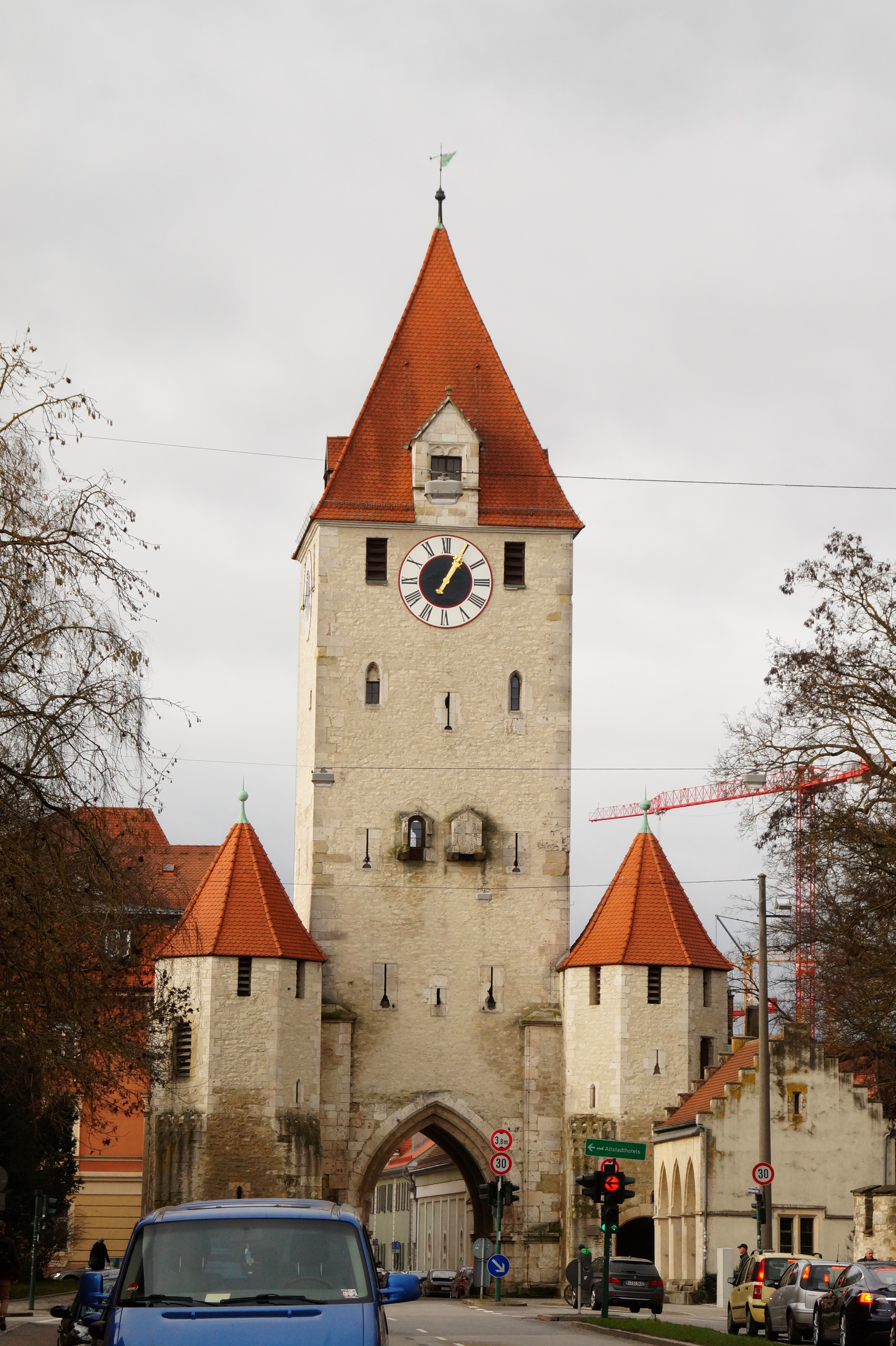
Regensburg, Ostentor, Ostseite, einer der Hauptkampforte

Die drei militärischen Ereignisse, die in den Jahren 1632 bis 1634 bei Regensburg stattfanden, folgten zeitlich kurz aufeinander, hingen militärstrategisch eng zusammen, fanden kurz vor und kurz nach der Ermordung von Wallenstein im Februar 1634 statt und hatten am Ende die Niederlage der Schweden bei Nördlingen zur Folge.
Die Kämpfe erfolgten, noch bevor Ende Mai 1635 der Friedensvertrag von Prag geschlossen wurde. Mit diesem Friedensvertrag verließ Sachsen das Bündnis mit Schweden und wechselte auf die Seite des Kaisers. Dieser Teilfriedensvertrag, der die Interessen der am Krieg beteiligten ausländischen Mächte Schweden und Frankreich nicht berücksichtigte, wurde in Geheimverhandlungen im Laufe des Jahres 1634 ausgehandelt, was die militärstrategischen Entscheidungen der am Vertrag beteiligten Partner beeinflusst hat.
An den Ereignissen bzw. Kämpfen waren die folgenden Parteien und Heerführer beteiligt:
- Die gewaltsame Besetzung von Regensburg durch bayerische Truppen (27. April 1632) wurde veranlasst vom bayerischen Kurfürsten Maximilian I. und durchgeführt von den Generälen Cratz von Scharffenstein und Johann von Aldringen unter Beteiligung von Generalfeldwachtmeister Hans Wolf Freiherr von Salis. Es kam zu einer zweijährigen Besetzung der Stadt unter dem bayerischen Stadtkommandanten Troibreze. Während der Besetzung erfolgte der Ausbau der Stadt zu einer Festung (1632 / 1633) unter Zerstörung von Gebäuden und Friedhöfen, darunter auch der große städtische Petersfriedhof mit der Grabstätte und dem Grabdenkmal von Johannes Kepler.
- Die Rück-Eroberung von Regensburg Mitte November 1633 erfolgte durch ein schwedisches Heer unter dem Kommando von Bernhard von Sachsen-Weimar.
- Vergeblich verteidigt wurde die von bayerischen Truppen besetzte Stadt Regensburg durch bayerische Garnisonstruppen unter Kommando von Troibreze. Die Verteidigung war erfolglos und die Stadt wurde Mitte November 1633 an die Schweden übergeben.

- Die Rückeroberung von Regensburg erfolgte dann durch ein kaiserliches Heer unterstützt von einem bayerisch-ligistischen Heer. Das Oberkommando lag bei dem Erzherzog von Österreich und König von Ungarn, dem späteren Kaiser Ferdinand III.
- Gegen die kaiserlich-bayerische  Rückeroberung wurde die Stadt verteidigt durch schwedische und städtische Garnisonstruppen von Mai 1634 bis Juli 1634 unter Kommando des schwedischen Stadtkommandanten Lars Kagg. Die Verteidigung der Stadt blieb letztlich erfolglos, trotz zweier Versuche zum Entsatz der Stadt, zuletzt durch zwei gemeinsam  agierende schwedische Heere unter Kommando der beiden Feldherren Gustaf Horn und Bernhard von Sachsen-Weimar, die aber nach einem langwierigen Anmarsch auf Regensburg schlecht über die militärische Lage in Regensburg informiert waren. Beide Heere verloren deshalb so viel Zeit bei Plünderungen in der Stadt Landshut, dass Regensburg in der Zwischenzeit wegen Pulvermangels kapitulieren musste. Nach der Kapitulation wurde Regensburg Ende Juli 1634 aber  nicht wie gewünscht an bayerische, sondern ausschließlich von kaiserlichen Truppen besetzt, was den bayerischen Herzog stark verärgerte, weil er gehofft  hatte, die Stadt für Bayern übernehmen zu können.

## Vorgeschichte (1630–1631)

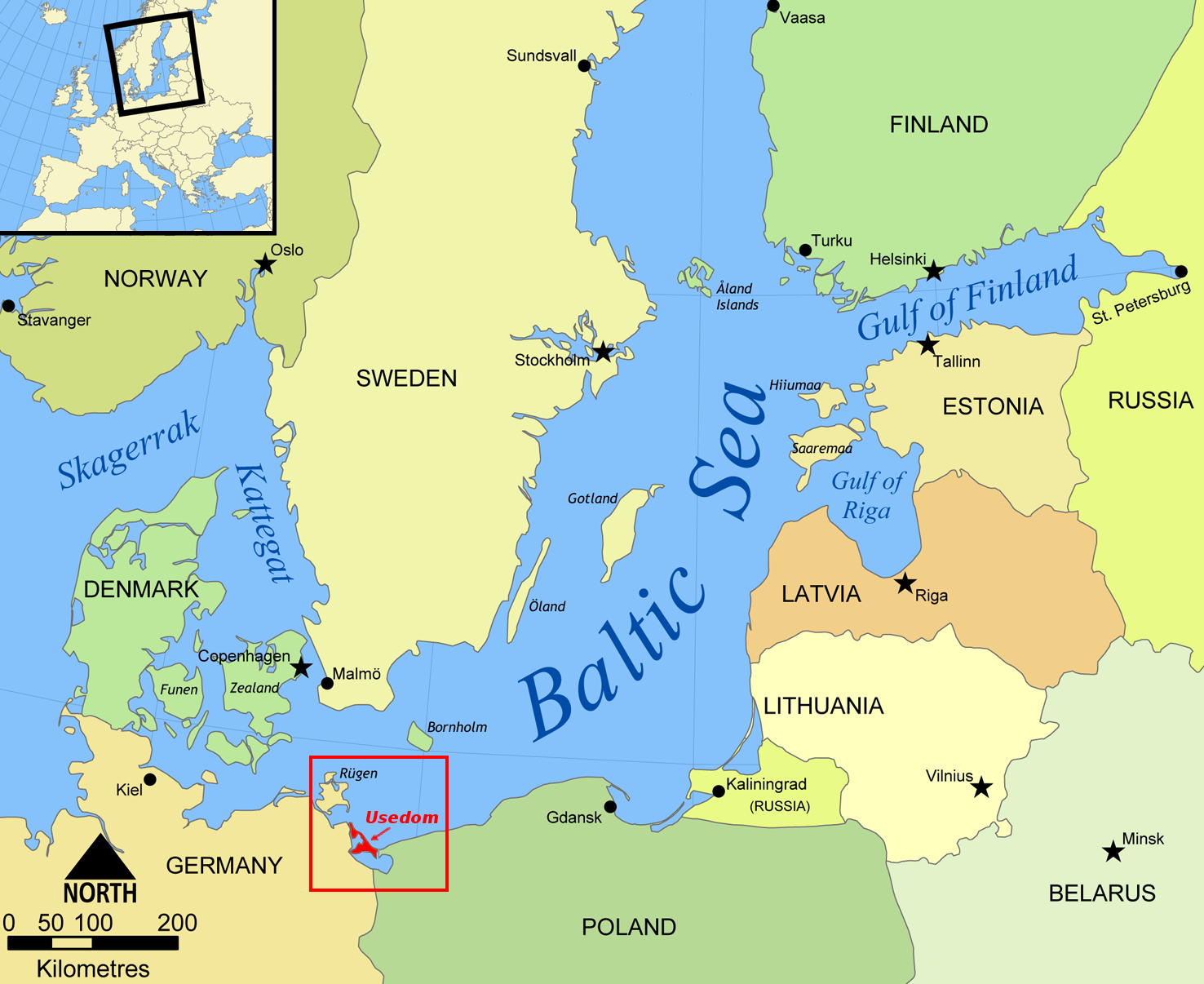
Ostsee mit Usedom

Im Juli 1630 hatte der schwedische König Gustav Adolf in den Dreißigjährigen Krieg eingegriffen. Er war mit einem Heer auf der Insel Usedom gelandet, um mit finanzieller Hilfe Frankreichs die protestantischen Reichsfürsten zu unterstützen, die nach vielen Niederlagen im Kampf gegen den Habsburger Kaiser Ferdinand II. und seinen Feldherrn Wallenstein und gegen die katholische Liga unter Kommando des bayerischen Kurfürsten Maximilian I. und seines Feldherrn Tilly in schwere Bedrängnis geraten waren. Die protestantischen Kurfürstentümer Sachsen und Brandenburg hatten sich nach längeren Verhandlungen zögerlich dem Feldzug des schwedischen Königs angeschlossen, und viele protestantische Fürsten und Reichsstädte folgten. Im September 1631 hatte das protestantische Heer einen entscheidenden Sieg in der Schlacht bei Breitenfeld errungen und der ganze Südwesten des Reiches war unter den Einfluss der Schweden geraten. Nach einem erneuten Sieg Im Folgejahr 1632 in der Schlacht bei Rain am Lech war das schwedische Heer unter Gustav Adolf donauabwärts zunächst bis Ingolstadt, dann aber nicht wie erwartet weiter donauabwärts nach Regensburg gezogen. Stattdessen drang er südlich der Donau über Landshut, das nach einer Lösegeldzahlung unbehelligt blieb, bis München vor, das im Mai 1632 kampflos gegen eine hohe Lösegeldzahlung besetzt wurde. Von München aus musste das schwedische Heer zur von Wallenstein bedrohten Nachschubbasis Nürnberg zurückkehren, um dort Wallenstein in seinem Lager die Stirn zu bieten.

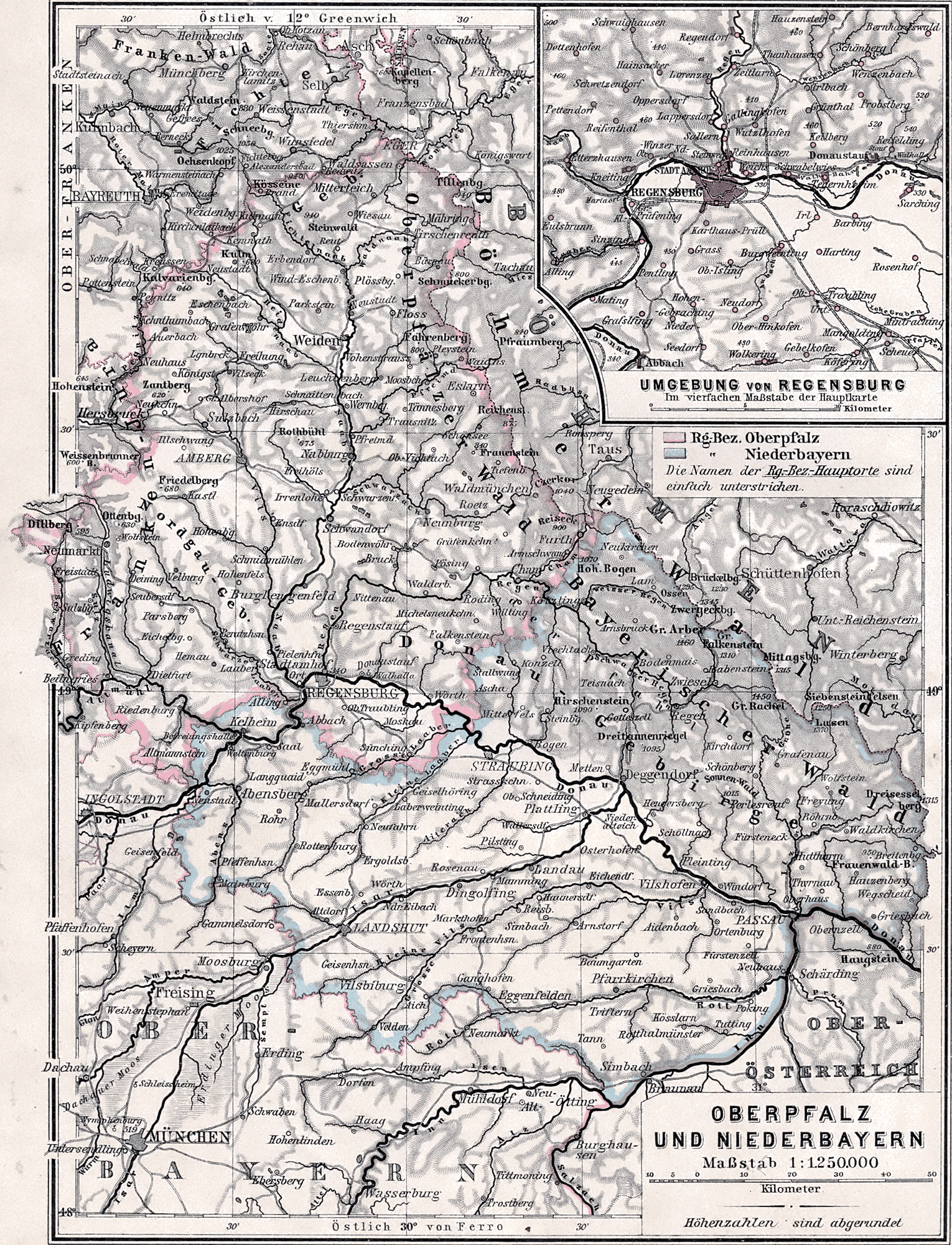
Oberpfalz, Niederbayern mit Sonderkarte Umgebung Regensburg

Während durch den Feldzug der Schweden große Teile des ländlichen westlichen und südlichen Bayerns schwer verwüstet wurden, blieben Regensburg und die Donauregion nördlich und östlich von Ingolstadt verschont. Grund dafür war die vor Beginn des Krieges ausgebaute Landesfestung Ingolstadt, die vom schwedischen Heer im Frühjahr 1632 nicht eingenommen werden konnte. Sie blockierte die Donau-Nachschublinie für die Schweden, so dass das ursprüngliche Ziel des Feldzugs von Gustav Adolf, donauabwärts über die Reichsstadt Regensburg Wien zu erreichen, nicht zu verwirklichen war. Militärstrategisch aber war klar, dass die Schweden – unterstützt von ihren kursächsischen Verbündeten – Regensburg auch von Norden her, von Böhmen über die Oberpfalz erreichen könnten. Für die Schweden blieb die protestantische Reichsstadt Regensburg, die mit der Steinernen Brücke sogar einen festen Donauübergang zu bieten hatte, ein militärisch und logistisch attraktiver Ausgangspunkt für einen geplanten Angriff auf die Habsburgischen Erblande.
Kurfürst Maximilian I. von Bayern hatte diese Gefahr immer vor Augen. Seit 1631 hatte er die Vorstellung, dass die nach dem Erbschutzvertrag mit dem Haus Habsburg unter dem besonderen Schutz des Kaisers stehende Reichsstadt Regensburg eine bayerische Garnison aufnehmen und dann zu einer Festung gegen die Schweden ausgebaut werden müsse. In seiner Sicht wäre die Stadt erst dann eine Schlüsselfestung, die als Vormauer für Wien die Habsburger Monarchie effektiv schützen könnte. Wallenstein schätzte diese Gefahr für Wien als nicht bedrohlich ein. Auch nach seiner Rückberufung ins Amt des Oberbefehlshabers – Ende des Jahres 1631 – bot er dem bayerischen Kurfürsten keine Unterstützung zur Verteidigung von Regensburg an. Maximilian I. konnte also seine Vorstellungen zur Rolle von Regensburg, hinter denen immer auch die Absicht stand, die Reichsstadt Regensburg unter die Hoheit von Bayern zu bringen, nicht auf diesem Weg durchsetzen und suchte andere Wege.

## Besetzung von Regensburg durch bayerische Truppen (April 1632)

### Vorgeschichte und Verhandlungen
Um seinen Einfluss in der Reichsstadt Regensburg zu erhöhen, nutzte Kurfürst Maximilian I. seine starke Stellung als Kreisobrist des Bayerischen Reichskreises, der für den Landfrieden zuständig war. Anfang des Jahres 1631 hatten auf Kreistagen des bayerischen Reichskreises zu Landshut Verhandlungen über die Stationierung von bayerischen Besatzungstruppen in Regensburg begonnen, um die Reichsstadt gegen Angriffe schwedischer Truppen zu sichern. Der Rat der Stadt weigerte sich, auf seinem Territorium Truppen der katholischen Liga unter dem Kommando des bayerischen Kurfürsten zu stationieren. Kurfürst Maximilian I. bestand jedoch darauf, in seiner Funktion als Kreisobrist im Auftrag des Kaisers militärisch auch auf dem Gebiet der Reichsstadt tätig werden zu dürfen. Am 31. Oktober 1631 einigte man sich über die Stationierung von 1500 Soldaten unterschiedlicher Herkunft und Religion. 600 katholische, bayerische Soldaten und 600 von der Stadt ausgesuchte, protestantische Soldaten sollten in Bürgerhäusern einquartiert werden und sich gegenseitig überwachen. Zusätzlich sollten 300 Soldaten in Häusern der katholischen Geistlichkeit unterkommen. Der Vollzug der Einquartierungen verzögerte sich bis Mitte April 1632, weil die Finanzierung der Stationierung und der Besoldung der Truppen ungeklärt geblieben war. Der Rat der Stadt Regensburg bestand darauf, dass sich außer der Stadt auch die vier geistlichen, katholischen Reichsstände, die ihre Territorien innerhalb der schützenden Stadtmauern hatten, an den Kosten beteiligen müssten, nämlich das Hochstift Regensburg, das Kloster Sankt Emmeram, das Stift Niedermünster und das Stift Obermünster.

### Gewaltsame Besetzung der Stadt (April 1632)
Nur wenige Tage nach der Einigung und der Einquartierung, als sich der Rat der Stadt über das erreichte günstige Verhandlungsergebnis erfreut zeigte, machte eine vom bayerischen Kurfürsten angeordnete und von seinen Feldherren Cratz von Scharffenstein und Johann von Aldringen geplante Militäraktion alle Ergebnisse der Verhandlungen obsolet. Mit Hilfe bereits einquartierter Soldaten wurde am 27. April 1632 das Peterstor von innen geöffnet, woraufhin ca. 4.000–6.000 bayerische Soldaten in die Stadt eindrangen und die Kontrolle übernahmen. Bei den Soldaten handelte es sich um flüchtende bayerische Truppen der Katholischen Liga, die nach der am 15. April 1632 verlorenen Schlacht bei Rain am Lech von schwedischen Truppen des Feldherren Gustaf Horn verfolgt wurden, die bis nach Bad Abbach vorgedrungen waren. Die Stadt Regensburg wurde unvorbereitet von der Besetzung völlig überrascht.

### Verlauf und Folgen der Besatzung
Nach dem Eindringen der bayerischen Truppen in die Stadt wurden Widerstand leistende Bürger, die mit Ketten die Straßen gesperrt hatten, entwaffnet und 46 Personen getötet. Das Zeughaus und die Tore der Stadt wurden besetzt und die Schlüssel zu den Toren der Stadt eingezogen. Alle Proteste wurden niedergeschlagen, eine Geldsumme von 15.000 Reichstalern konfisziert und viele Bürgerhäuser geplündert.
Nach der Besetzung hielt sich die katholische Geistlichkeit nicht mehr an die getroffenen Vereinbarungen zur Einquartierung von Soldaten. Der Bischof Albert von Törring ließ protestantische Kirchen nach Waffenverstecken durchsuchen und Kurfürst Maximilian I. ließ Geldvorräte und Silbergeschirr protestantischer Bürger konfiszieren und einschmelzen und Ratsmitglieder verhaften. Angesichts der Übergriffe berief sich der Rat der Stadt auf den kaiserlich Schutz gemäß dem Erbschutzvertrag. Der Kaiser bestätigte den Schutz, schlug Schlichtungsverhandlungen vor und rief zur Mäßigung auf. Kurfürst Maximilian beschuldigte die Stadt der Zusammenarbeit mit den Schweden und der notorischen Reichsrebellion und hatte die Absicht, sich nicht mehr aus der Stadt vertreiben zu lassen. Im Konflikt mit dem Kurfürsten zog der Kaiser die Absetzung des von Maximilian eingesetzten Stadtkommandanten Troibreze zwar in Erwägung, führte sie aber nicht durch, denn die Besetzung von Regensburg hatte ihm militärische Vorteile gebracht. Der Plan des schwedischen Königs, die östliche Donaulinie mit Regensburg unter seinen Einfluss bringen zu können, war durchkreuzt. Für den neu ins Amt gekommenen Wallenstein wurde es möglich, durch Bedrohung der schwedischen Nachschubbasis Nürnberg Gustav Adolf und sein Heer von München nach Nürnberg zu zwingen. Dort geriet das schwedische Heer in erhebliche Versorgungsschwierigkeiten, während das von Wallenstein neu aufgestellte Heer im Lager bei Nürnberg gut versorgt war.
Während der bayerischen Besatzung wurde Regensburg als Operationsbasis für bayerische Truppen genutzt. Die Stadt diente als Lazarett und Versorgungsstation für durchziehende Truppen, war aber mit den Anforderungen völlig überfordert. Das bayerische Offizierskorps verlangte üppige Versorgung mit Brot, Fleisch, Bier und Wein. Beschwerden der Stadt beim Oberbefehlshaber Wallenstein blieben erfolglos, denn für Wallenstein war das Verhalten der bayerischen Soldaten nur die übliche typische tyranney der Soldateska, die angesichts der Bedeutung von Regensburg als Operationsbasis gegen Gustav Adolf von Regensburg in Kauf genommen werden müsse.

### Bau von Festungswerken und Zerstörungen von Wohnhäusern und Handwerksbetrieben
Eine große bauliche Aufgabe war die Verstärkung der vorhandenen Stadtmauern und Toranlagen durch den Bau von Außenwerken im Vorfeld der südlichen Stadtmauern. Die Baumaßnahmen wurde geplant vom Festungsbaumeister Johann Carl, der wegen der Besetzung von Regensburg den Bau der protestantischen Dreieinigkeitskirche kurz vor Fertigstellung hatte abbrechen müssen.

Festungswerke vor der südlichen Stadtmauer. Zustand 1640, 6 Jahre nach der Beschießung
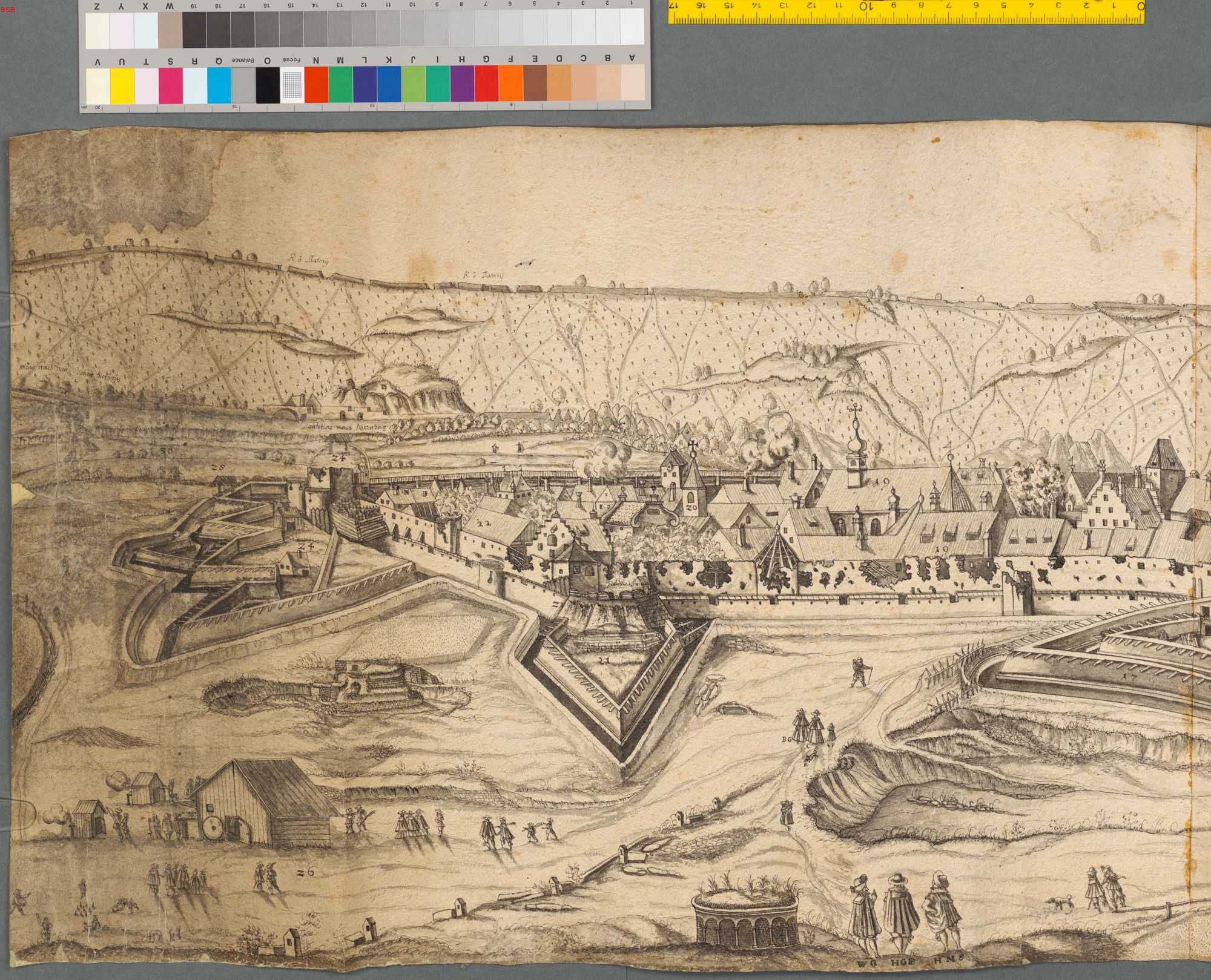
Prebunntor bis Jakobstor
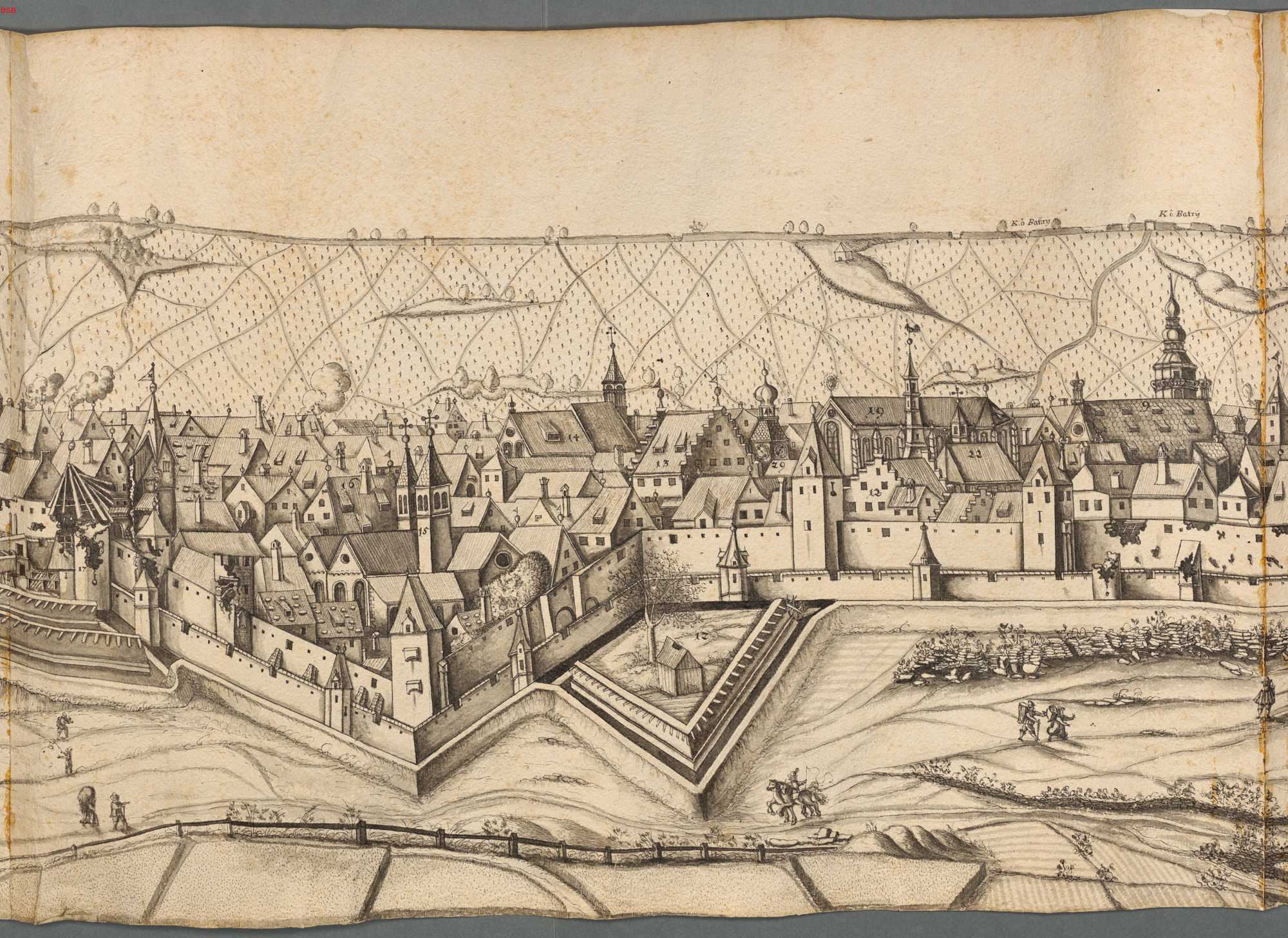
Jakobstor bis St. Emmeran
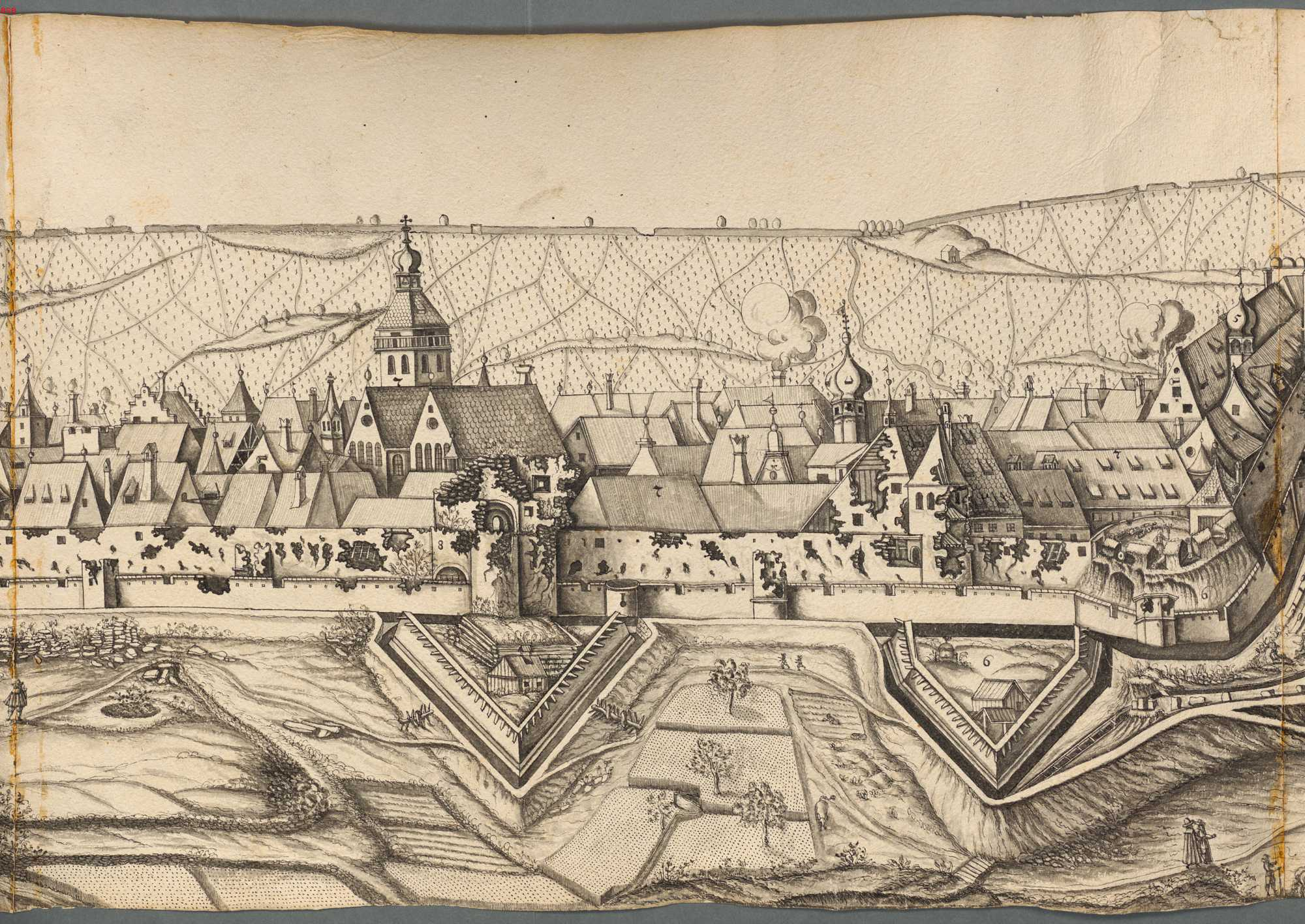
St. Emmeran bis Obermünster
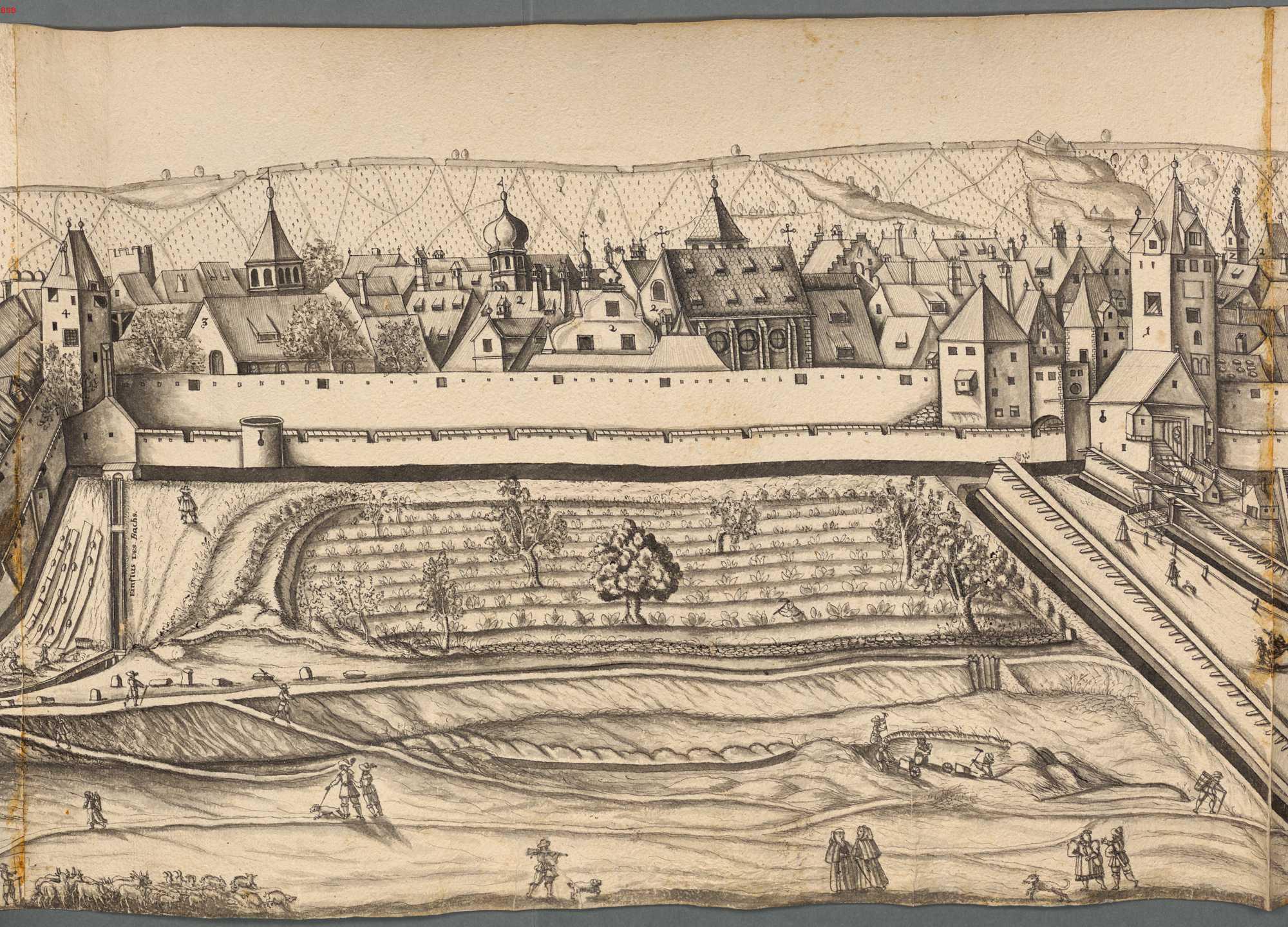
Obermünster bis St. Cassian
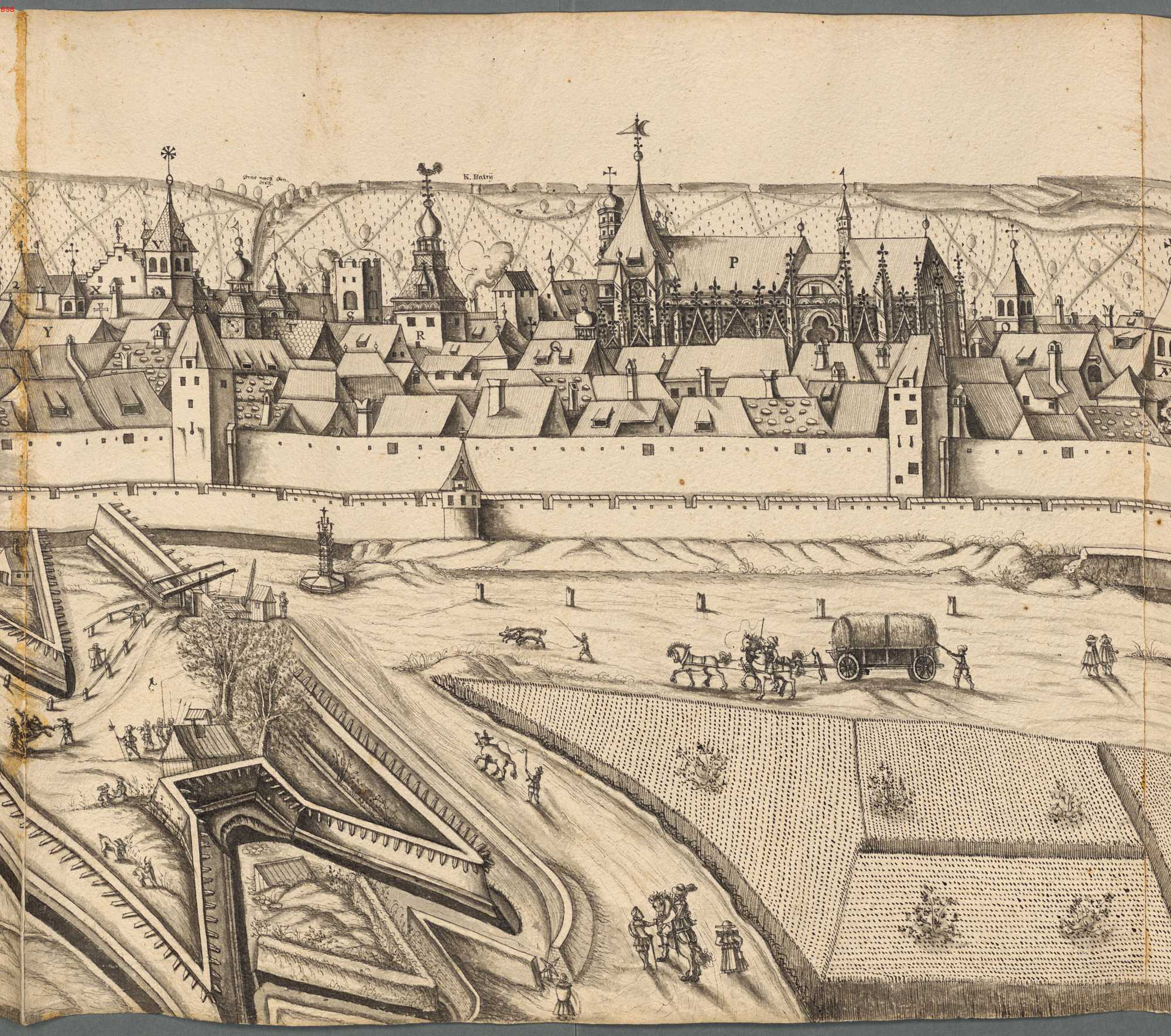
St. Cassian bis Alte Kapelle

Die Außenwerke umfassten elf große V- und M-förmige Hornwerke im Vorfeld des Stadtgrabens vor den Stadtmauern. Beim Bau der Außenwerke wurden die beiden großen protestantischen Friedhöfe St. Lazarus (Gelände des heutigen Stadtparks) und St. Peter (Gelände des heutigen Ernst Reuter-Platzes) zerstört. Alle Grabdenkmäler – darunter auch das Grabdenkmal von Johannes Kepler – gingen verloren und die eisernen Grabgitter wurden eingeschmolzen. Vor den Außenwerken und auf den beiden Donauinseln Oberer Wöhrd und Unterer Wöhrd wurde freies Schussfeld geschaffen. Häusern und Brücken, die den Angreifern hätten Deckung bzw. Zugang bieten können, wurden abgebrannt. Der Vorort Prebrunn ging völlig in Flammen auf.

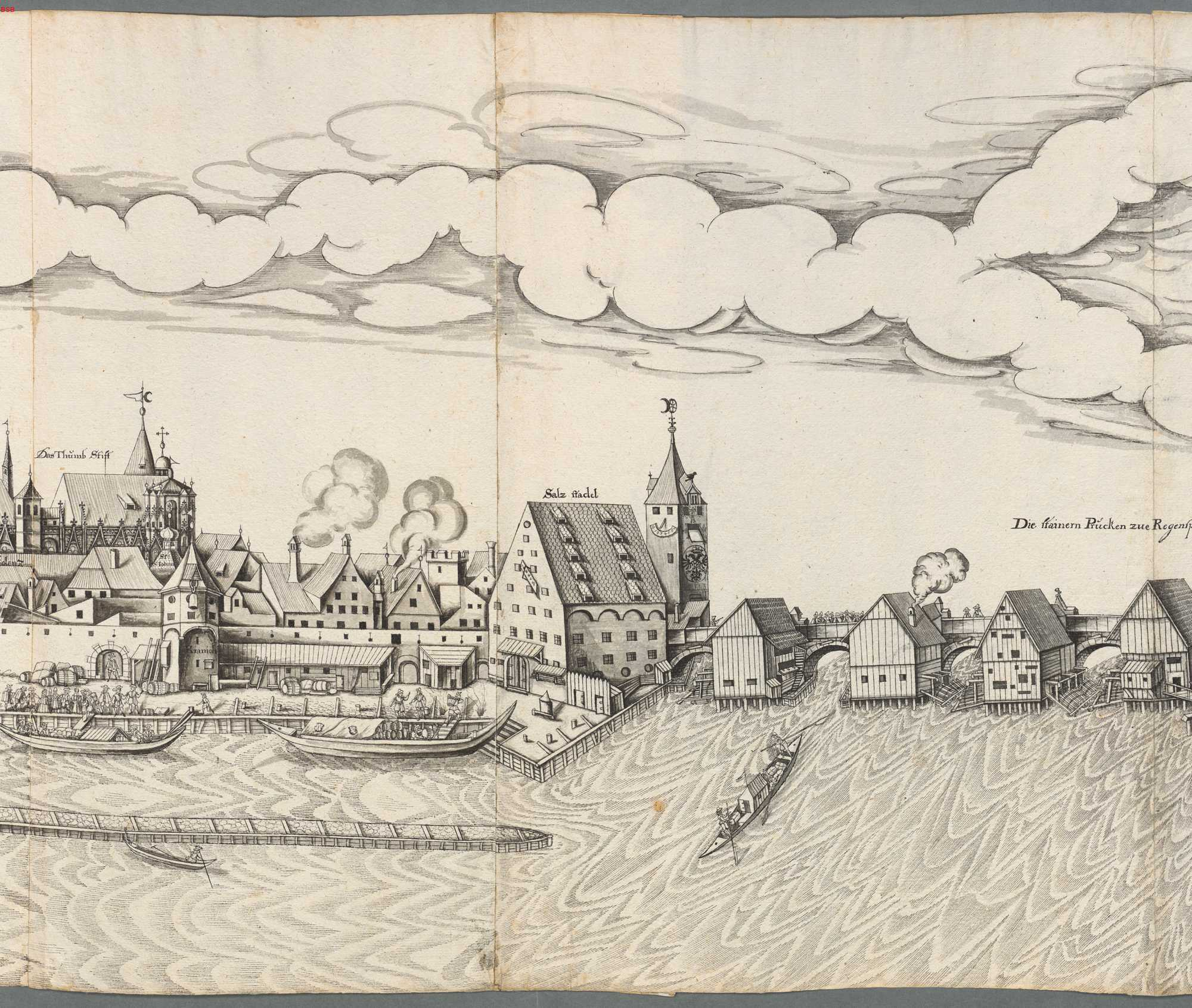
Salzstadel, Steinerne Brücke (von Osten) mit Südturm und Bebauung auf Brückenfüßen (1630)

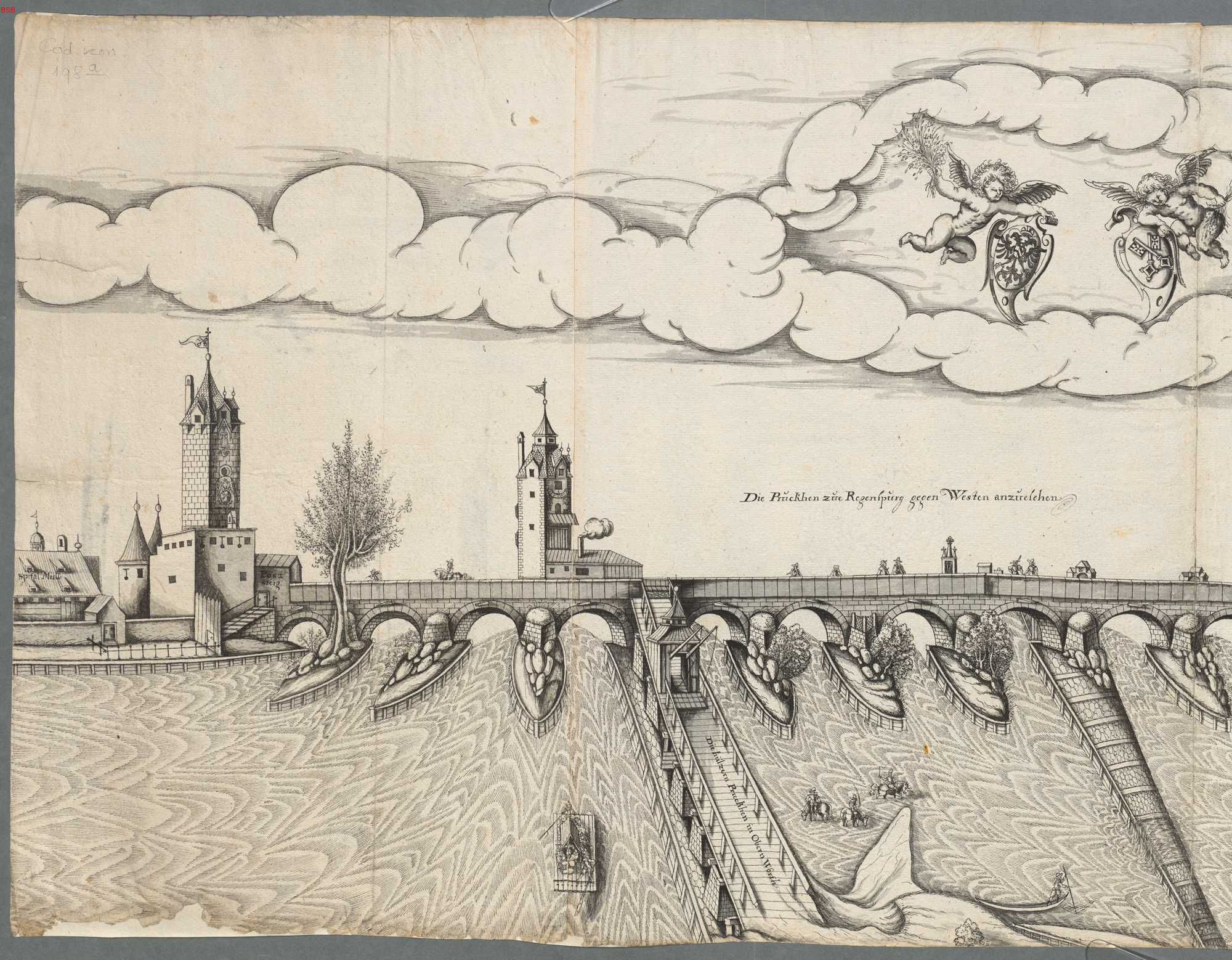
Holzbrücke, Oberer Wöhrd auf Steinerne Brücke (von Westen) mit Mittelturm und Nordturm (Stadtamhof) (1630)

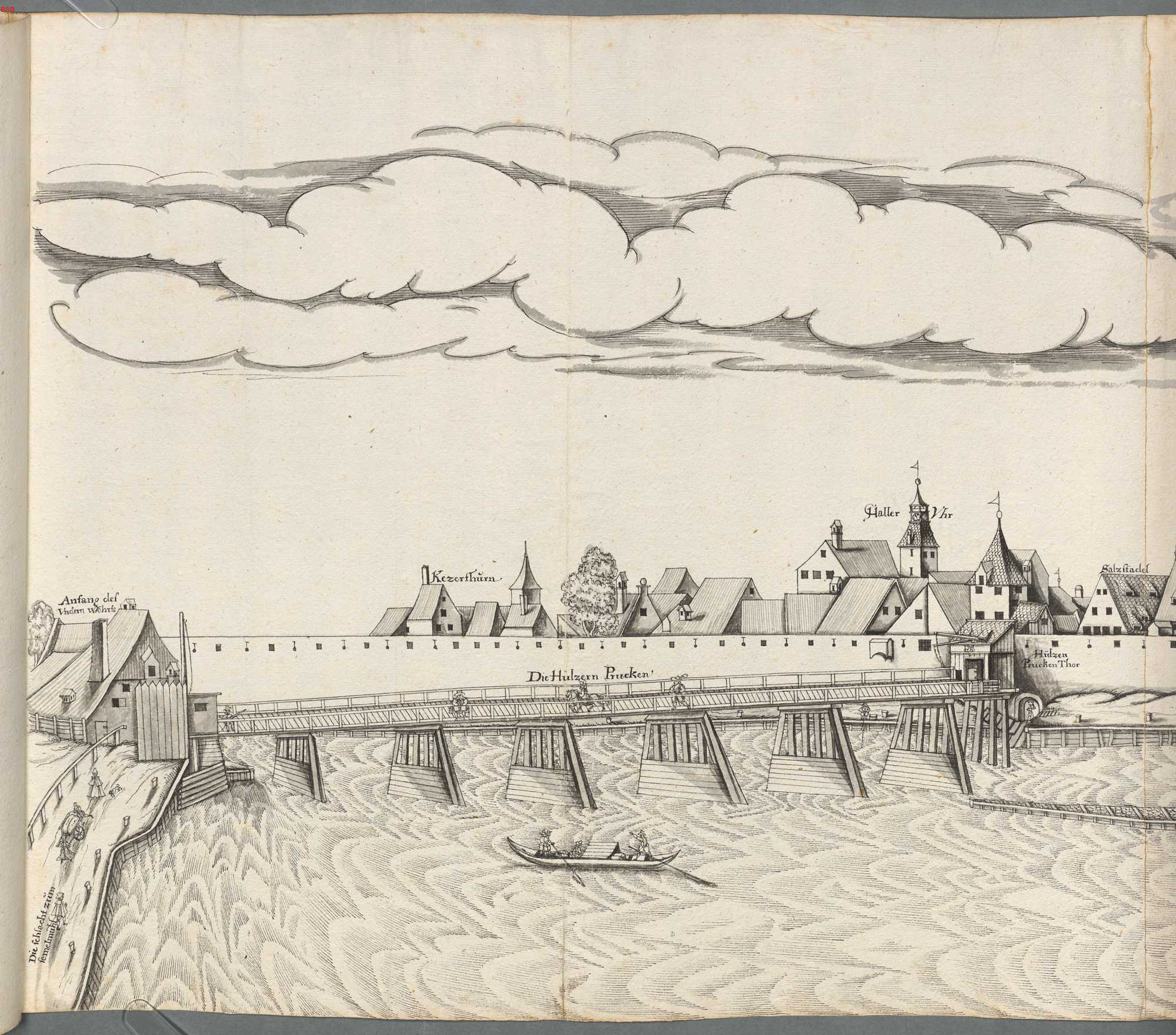
Holzbrücke von der Stadt zum Unteren Wöhrd (1630)

Zum Beginn der Belagerung durch die Schweden (Anfang November 1633) wurden die vielen Mühl- und Hammerwerke (Anzahl ca. 50), die sich auf den Brückenfüßen der Steinernen Brücke und auf dem Steindamm (Beschlächt) befanden, der die beiden Donauinseln verbindet, zerstört und abgebrannt. Auch die beiden hölzernen Brücken, die den Aufgang vom Oberen Wöhrd zur Steinernen Brücke bzw. den Übergang von der Stadt zum Unteren Wöhrd ermöglichten, wurden zerstört. Der durch die bayerische Garnison angerichtete Gesamtschaden wurde auf 256.000 Gulden angesetzt. Nach anfänglichen Erwägungen, die gesamte Steinerne Brücke zu zerstören, wurde auf ausdrückliche Anweisung von Kurfürst Maximilian I. das dritte Joch der Steinernen Brücke auf der Stadtseite zerstört, was nur mit einer Sprengung gelang. Zusätzlich wurde der Mittelturm auf der Brücke durch Ausbrennen unbenutzbar gemacht.

## Eroberung von Regensburg durch die Schweden (November 1633)
(Quelle:)

### Erste Pläne und erster erfolgloser Versuch
Nach dem Tod des schwedischen Königs Gustav Adolf in der Schlacht bei Lützen (November 1632) führte der schwedische Reichskanzler Oxenstierna den Krieg fort. Er brachte die meisten protestantischen Reichsfürsten (ohne Kursachsen) und einige Reichsstädte im April 1633 dazu, sich in der protestantischen Allianz des Heilbronner Bundes zusammenzuschließen. Das schwedische Heer wurde neu gegliedert und eine Aufgabenteilung vorgenommen. Im Süden des Reiches sollten zwei Heere operieren, eines unter Bernhard von Sachsen-Weimar im Süd-Osten an der Donau und eines unter Gustaf Horn im Süd-Westen am Ober-Rhein. Die Heere sollten die beiden großen Flüsse im Reich – Donau und Rhein – unter den Einfluss der Schweden und Protestanten bringen. Für die Stärke beider Heere zusammen wurden 43.000 Mann angesetzt, tatsächlich wurde aber nur eine Stärke von etwa 24.000 Mann erreicht.

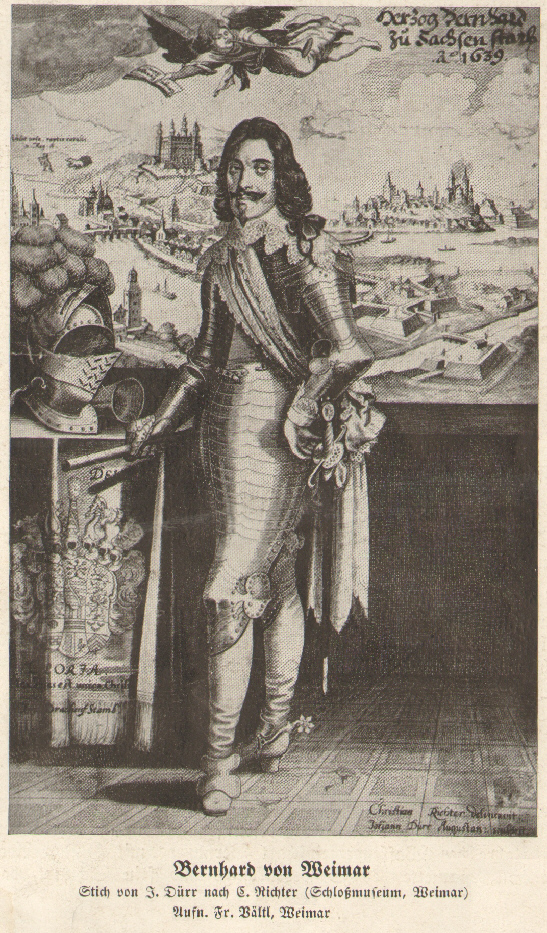
Bernhard von Sachsen-Weimar vor der Festung Marienberg (Würzburg)

Zunächst war es die Absicht Bernhards von Sachsen-Weimar, mit dem Heer von Franken aus in die Oberpfalz einzufallen mit dem Endziel, Regensburg zu erobern. Der erste Versuch scheiterte, als am 5. März 1633 in der Nähe von Ebermannstadt bei einem Überfall durch Truppen des bayerischen Reitergenerals Johann von Werth zwei Regimenter aufgerieben wurden und nur die Regimenter des Generalmajors Courville erhalten blieben. Werth war mit seinen Dragonern im stark befestigten Amberg stationiert und wurde beim geplanten Marsch der Schweden nach Regensburg zu einem gefährlichen, schwer berechenbaren Gegner.

### Zweiter, abgebrochener Versuch

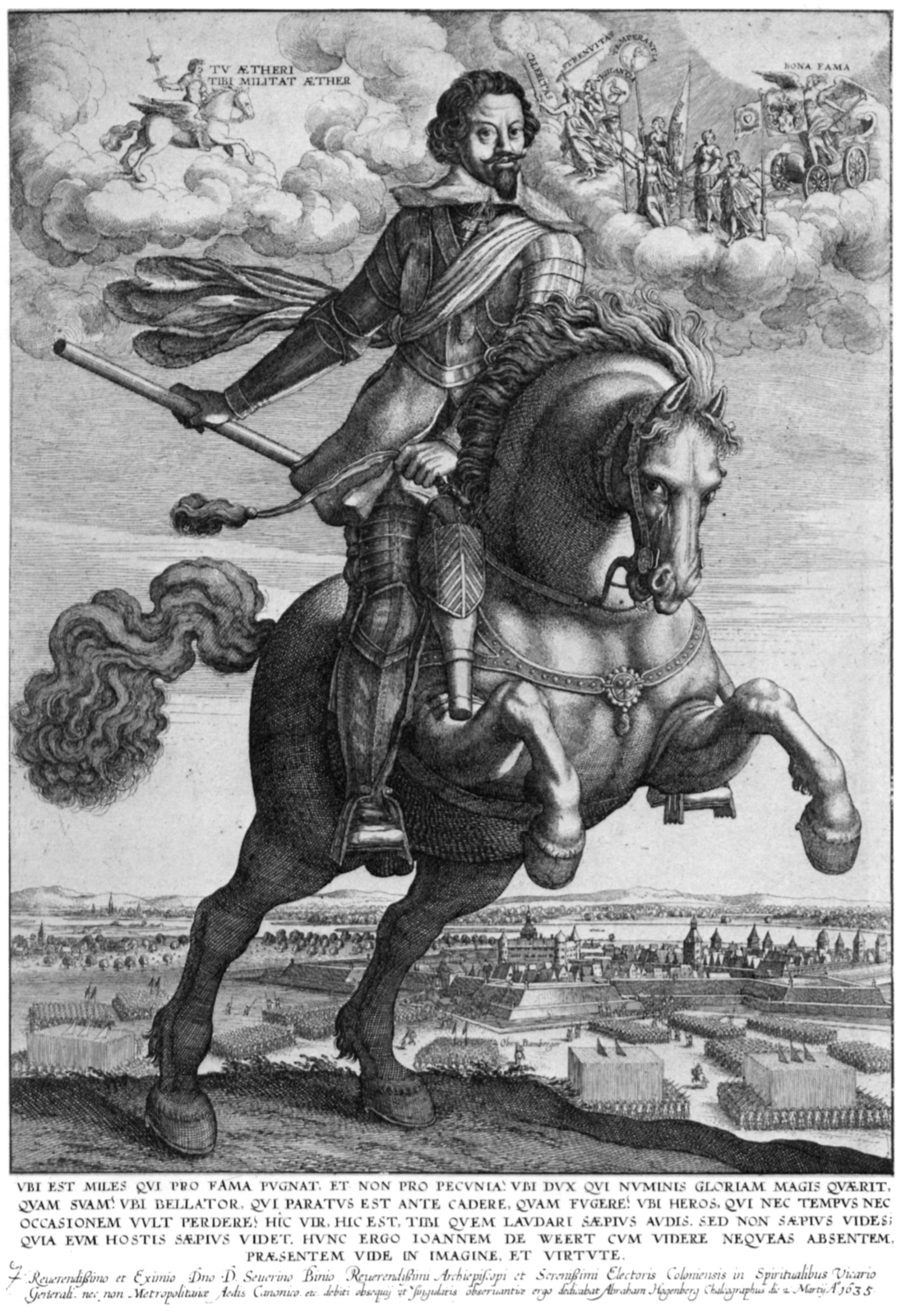
Johann von Werth (Bayerischer Reitergeneral)

Für den zweiten Versuch wurde für den Anmarsch nach Regensburg eine südliche Route gewählt. Das Heer zog mit 13.000 Mann und 2200 Reitern über Höchstadt – das erobert und zerstört wurde – nach Süden und erreichte am 31. März 1633 Ansbach. Dort wurde das Heer verstärkt und mit Kanonen ausgestattet. Anfang April wurde die benachbarte Stadt Herrieden geplündert, weil die Einwohner Widerstand leisteten. Beim Marsch nach Donauwörth kam es am 3. April bei Ornbau nahe bei Gunzenhausen wieder zu einem Gefecht mit den bayerischen Reitertruppen unter Johann von Werth, denen diesmal durch die schwedischen Reitertruppen von Nicholas de Courville eine empfindliche Niederlage bereitet wurde. Am 8. April vereinigte sich das Heer von Gustaf Horn, das vom bayerisch-katholischen Ligaheer unter Aldringen verfolgt wurde, mit dem Heer von Herzog Bernhard zwischen Donauwörth und Augsburg. Die vereinigten schwedischen Heere – zusammen etwa 26.000 Mann – waren eine große Bedrohung für das in der Nähe befindliche bayerische Ligaheer, das sich deshalb nach München zurückziehen wollte und dabei verfolgt wurde. Der Rückzug geriet zur Flucht, und der Nachhut unter Johann von Werth gingen die Wägen mit Kriegsgut und Kanonen beim Übergang über die Glonn verloren. Nur mühsam erreichten die restlichen Ligatruppen unter hohen Verlusten am 13. April München. Die nun ungeschützte Stadt Landsberg am Lech wurde am 20. April von einem schwedischen Teilheer unter Lennart Torstensson unter grausamen Begleitumständen blutig erobert und 4 Tage lang geplündert.
Für das Heer von Herzog Bernhard war der Weg donauabwärts frei und am 23. April wurde die Stadt Neuburg an der Donau erreicht, die ohne bayerische Besatzung vorgefunden und besetzt wurde. Anfang Mai konnte Eichstätt besetzt werden. Nach kurzer Belagerung wurde anschließend auch die benachbarte Schlossfestung Willibaldsburg am 13. Mai 1633 mit Akkord erobert und besetzt. Dort fand man viele Vorräte und 21 Geschütze vor. Nicht wie vorgesehen verlief die geplante Einnahme der für unbezwingbar eingeschätzten Landesfestung Ingolstadt. In geheimen Vorgesprächen war die Übergabe der Festung von den beiden bayerischen Kommandanten Johann Philipp Cratz von Scharffenstein und Georg Wolmar von Fahrensbach vorgeplant worden, weil beide zu den Schweden überlaufen wollten. Die Verschwörung wurde jedoch vor Ankunft des schwedischen Heeres entdeckt, von Fahrensbach wurde gefangen genommen und von Scharffenstein floh zu den Schweden.
Nach diesem Misserfolg entstand im schwedischen Heer eine Meuterei wegen ausbleibender Soldzahlungen und Nichteinhaltung von Versprechen, die Herzog Bernhard den Offizieren schon vor dem Feldzug gemacht hatte. Der Feldzug wurde abgebrochen und das Heer kehrte nach Donauwörth zurück. Herzog Bernhard sah sich gezwungen, nach Frankfurt zum Reichskanzler Oxenstierna zu reisen, um dort seine Forderungen mit der Drohung zu präsentieren, sein Kommando bei dem meuternden Heer niederzulegen. Oxenstierna gab nach und auf einer Fürstenversammlung am 16. Juni in Heidelberg erhielt Herzog Bernhard die ihm bereits von König Gustav Adolf versprochene Belehnung mit dem neuen Herzogtum Franken. Auch seine hohen Offiziere wurden mit Güterüberschreibungen in Franken und Bayern zufrieden gestellt.
Für den abgebrochenen, aber immer noch geplanten Feldzug nach Regensburg ergaben sich neue Zeitverzögerungen, weil Herzog Bernhard in seinem neuen Herzogtum Franken administrative Dinge erledigen musste. Von Vorteil war, dass er in Franken Truppenverstärkungen von 5.000 Mann aus den Regimentern seines militärisch in Franken erfolglosen Bruders Wilhelm für sich akquirieren konnte. Unter den Verstärkungen befanden sich auch die Reiter- und Dragonerregimenter des Obersten Taupadel, die aber noch einige Monate in Franken stationiert blieben.

### Dritter, erfolgreicher Versuch

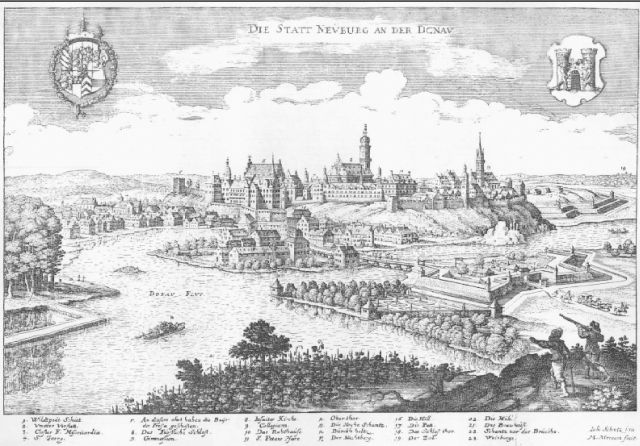
Neuburg an der Donau

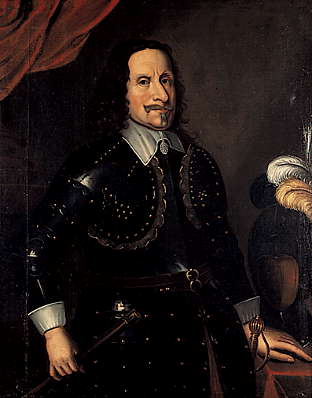
Gustaf Horn (schwedischer Feldmarschall)

Noch während Herzog Bernhard in Franken war, brach am 28. August 1633 das Heer von Gustaf Horn von Donauwörth auf, um beim Seekrieg auf dem Bodensee Konstanz zu belagern. Das Heer von Herzog Bernhard blieb tatenlos bei Donauwörth liegen, obwohl der bayerische Feldherr Aldringen wieder aktiv geworden war und die von den Schweden im Mai 1633 besetzte Stadt Neuburg an der Donau am 11. September 1633 zurückerobert hatte. Der schwedische Kommandant Thomas Sigmund von Schlammersdorf leistete keinen Widerstand, die bayerischen Truppen konnten Brücken und Schanzen demolieren und brachten die gefangenen Offiziere und Mannschaften nach Ingolstadt. Als Herzog Bernhard in Würzburg davon erfuhr, beorderte er sofort vier Reiter- und Fußregimenter von Bamberg nach Ansbach. Dort sollten sie sich unter den Befehl des „Sperreuters“ Claus Dietrich von Sperreuth stellen, den Herzog Bernhard als Statthalter von Eichstätt und Kommandeur der Willibaldsburg eingesetzt hatte. Der Sperreuter erhielt von Herzog Bernhard, der inzwischen in Lauingen an der Donau angekommen war, den Befehl, die Brücken über den Lech zwischen Augsburg und Landsberg abzubrechen, um für den geplanten Marsch des Heeres donauabwärts nach Regensburg das Hinterland zu sichern. Der Sperreuter hielt sich an den Befehl und plünderte die bereits im April von Lennart Torstensson verwüstete Stadt Landsberg erneut. Mitsamt der geraubten Beute wurde sein Regiment am 3. Oktober nachts im Lager bei Prittriching vom bayerischen Reitergeneral Johann von Werth überfallen. Der Sperreuter verlor die gesamte Bagage und 300 Pferde, konnte aber selbst entkommen. Seine übrigen drei Regimenter, die in der Nähe lagerten, wurden – obwohl sie gewarnt waren – am 11. Oktober ebenfalls von Johann von Werth überfallen und erlitten schwere Verluste. Herzog Bernhard war über die Fehlleistungen des Sperreuters so empört, dass er ihn aus dem Kommando entlassen wollte.
Anfang Oktober 1633 einigten sich Herzog Bernhard und Feldmarschall Horn in Stockach am Bodensee darauf, ihre Heere zu trennen. Horn zog mit seinem Heer an den Oberrhein und Herzog Bernhard fasste erneut den Beschluss, jetzt endlich donauabwärts nach Regensburg zu ziehen. Nochmals reiste er am 16. Oktober 1633 nach Frankfurt zu Oxenstierna, um die endgültige Zustimmung zu diesem Vorstoß einzuholen. Hier fiel die Entscheidung, dass das Heer unter dem Kommando von Herzog Bernhard mit ca. 10.000 Mann, 5.000 Reitern und 50 Geschützen Regensburg einschließen und erobern sollte.
Inzwischen war höchste Eile erforderlich, denn Johann von Werth hatte am 15. Oktober begonnen, die von den Schweden im Mai 1633 besetzte Festung Willibaldsburg zu belagern, um sie zurückzuerobern. Herzog Bernhard zog alle noch in Ansbach verfügbaren Kavallerie-Regimenter zusammen und beorderte auch die Taupadel-Dragoner-Regimenter aus Bamberg an die Donau. Bereits vorher waren auch die im niedersächsischen Kreis stationierten sechs Regimenter des Generalmajors Lars Kagg nach Franken befohlen worden. Sie waren am 1. Oktober in Schweinfurt angekommen und nach Süden weiter gezogen. Alle Bemühungen, die Festung Willibaldsburg zu entsetzen, waren aber umsonst, denn der schwedische Kommandant der Festung, der sperreuterische Oberstleutnant Anton Claudius von Rasch, hatte die Festung am 26. Oktober – nach Herzog Bernhards Auffassung voreilig – übergeben. Rasch wurde vom eintreffenden Herzog Bernhard in Haft genommen und am 9. Dezember in Regensburg enthauptet.
Trotz des Rückschlags bei Eichstätt wurde der Marsch nach Regensburg fortgesetzt. Am 29. Oktober wurde Neuburg an der Donau und dann ebenfalls ohne Widerstand am 3. November auch Kelheim besetzt. In Neuburg wurde eine Schiffsbrücke errichtet und der Großteil der Reiterei und eine Fußbrigade mit 600 Musketieren, 2 Kartaunen und 3 Feldgeschützen unter Generalmajor Nicholas de Courville auf das südliche (rechte) Ufer der Donau übergesetzt. Die südlich der Donau liegende Stadt Regensburg musste von Süden her eingeschlossen und belagert werden, denn von Norden war die Stadt nur über die Steinerne Brücke erreichbar. Als der im Voraus nach Kelheim beorderte Oberst Taupadel dort neben viel Proviant auch eine Fähre vorfand, mit der man 60 Pferde gleichzeitig übersetzen konnte, wurde die Teilung des Heeres am 3. November auch in Kelheim fortgesetzt. Auch hier wurde eine Schiffsbrücke errichtet und der Nachschub von Belagerungsmaterial sowie die schweren Kanonen aus Nürnberg nach Kelheim beordert. Auch Herzog Bernhard setzte hier mit 4 Brigaden auf das rechte Donauufer über.

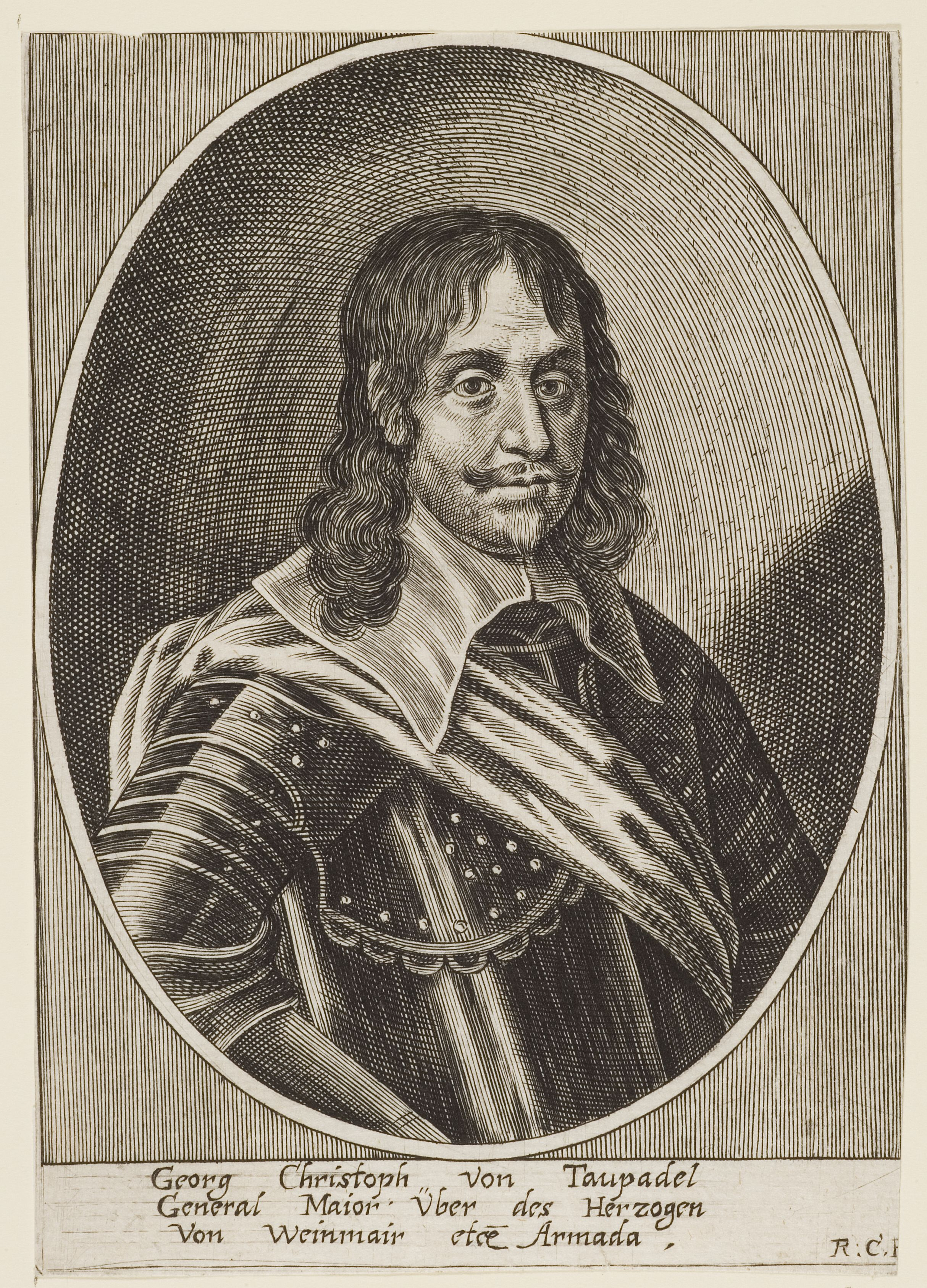
Georg Christoph von Taupadel, schwedischer Oberst

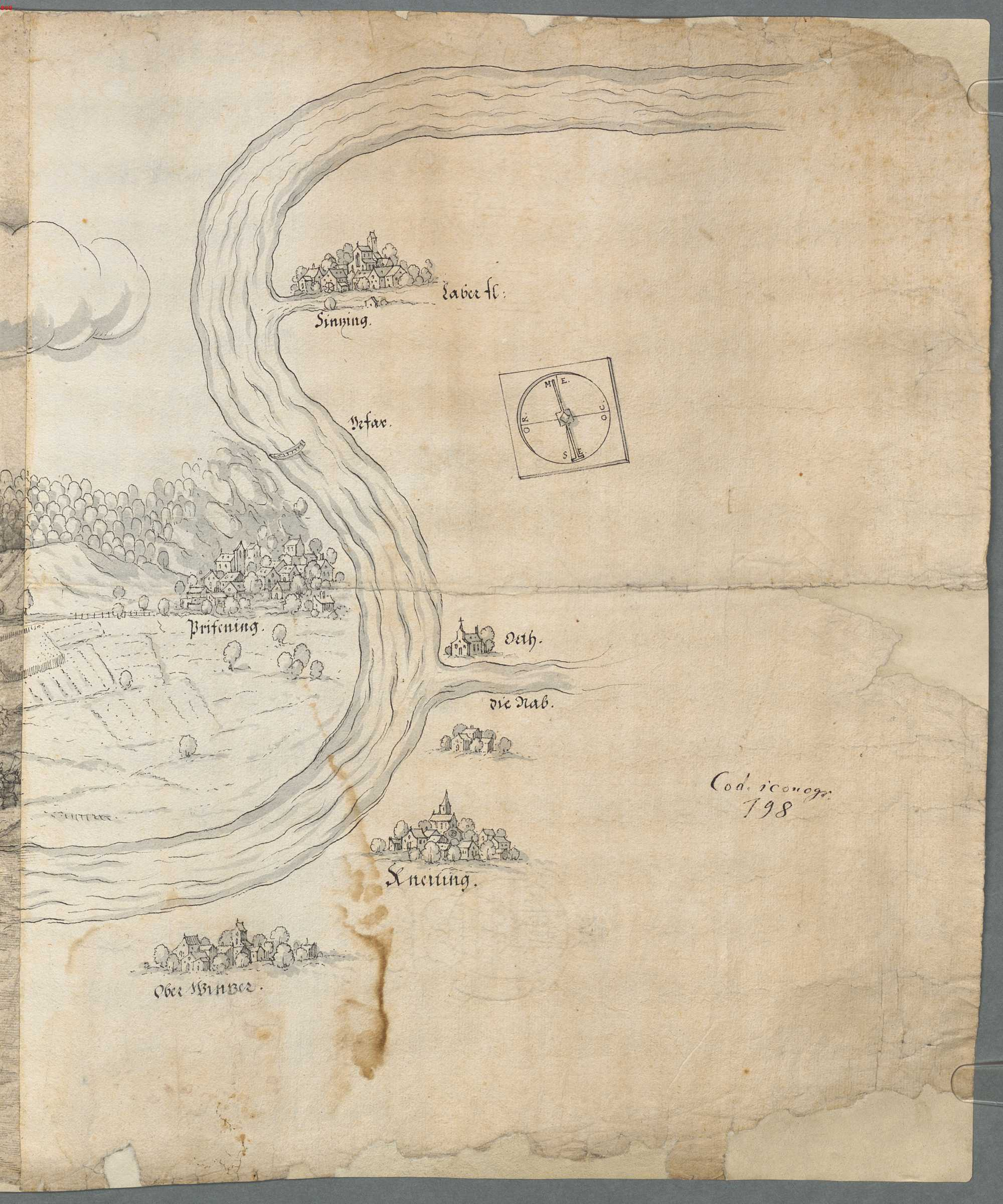
Naab-Mündung in Donau bei Orth; Dörfer: Prüfening, Winzer, Kneiting

Die Heeresabteilungen unter Generalmajor Lars Kagg und die Dragoner unter Oberst Taupadel waren am linken Donauufer sofort weiter nach Etterzhausen gezogen, wo die während der bayerischen Besetzung von Regensburg zerstörte Brücke über die Naab erneuert wurde. Nach dem Queren der Naab waren auf dem nördlichen (linken) Donauufer die bayerischen Dörfer Winzer und Kneiting und östlich davon Steinweg und Reinhausen an der Mündung des Flusses Regen in die Donau erreichbar. Alle Dörfer wurden erobert, weil von dem dort verlaufenden Höhenzug, den Winzerer Höhen, die Stadt Regensburg gut beschossen werden konnte. Auch die bayerische Kleinstadt Stadtamhof, die direkt gegenüber von Regensburg den nördlichen Brückenkopf der Steinernen Brücke umschloss, wurde erobert und besetzt. Den sehr erfolgreichen Dragonern des Oberst Taupadel gelang am 4. November in etlichen blutigen Gefechten die Eroberung der genannten Orte und die Besetzung der dort vorhandenen Außenwerke und Schanzen. Zwei Tage später trafen die Fußtruppen auf beiden Seiten der Donau bei Regensburg ein und brachten die schweren Geschütze in Stellung. Westlich und östlich der Stadt wurden zwei Schiffsbrücken über die Donau errichtet, so dass sich die nördlich stehenden Belagerungstruppen an den Angriffen auf Tore und Mauern der Stadt auf dem südlichen Ufer beteiligen konnten. Die Stadt war eingekreist und die Belagerung konnte beginnen.

### Belagerung, Ablauf der Eroberung und Besetzung der Stadt

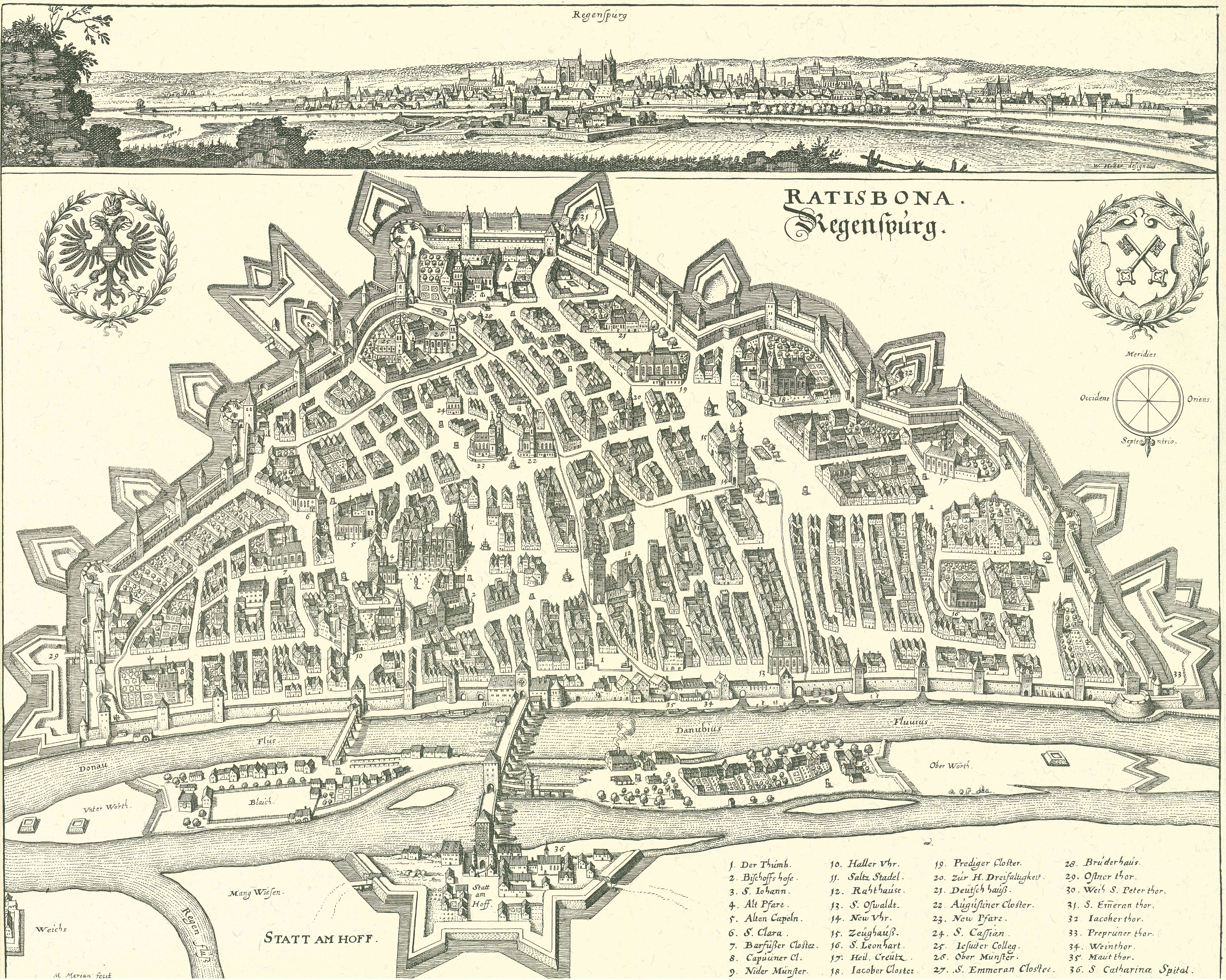
Regensburg Stadtbefestigungsanlagen Merian-Stich 1644

Das Belagerungsheer umfasste 7 Fußbrigaden mit ca 10.000 Mann, 7.000 Reiter und ca. 2.000 Dragoner. Als Belagerungsgeschütze standen 2 ganze Kartaunen (Kaliber 19 cm; 40–48 Pfund Eisen, 105 Zentner gesamt, 32 Pferde) und 8 halbe Kartaunen (24 Pfund Eisen, 75 Zentner gesamt, 25 Pferde) zur Verfügung sowie 40 Feldgeschütze. Verteidigt wurde die Stadt durch die bayerischen Besatzungstruppen mit ca. 2.000 Mann unter Oberst Johann von Troibreze. Die entwaffneten protestantischen Bürger der Stadt durften die Häuser nicht verlassen. Die katholischen Einwohner, Domherren und Geistliche hatten das Recht zur Überwachung dieser Maßnahmen und bekamen die Erlaubnis, jeden zu töten, der die Anordnungen nicht befolgte. Alle Häuser auf den Donauinseln und die Mühlen und Hammerwerke wurden in Brand gesetzt und das dritte Joch der Steinernen Brücke gesprengt.
Bereits am 6. November 1633 war es auf dem Südufer im Westen der Stadt beim Prebrunntor und beim Jakobstor (s. Merianstich 33, 32) bei einem Ausfall von 50 Musketieren der Besatzungstruppen zu Kämpfen mit den angreifenden Schweden gekommen, die sich hinter der Lazaruskirche im heutigen Stadtpark verschanzt hatten. Am 8. November 1633 unternahm die südliche Heeresgruppe der Schweden Angriffe auf das Prebrunntor, auf die Schanzen am Ostentor und auf das Ostentor selbst. Auf beiden Seiten gab es Verluste und der bayerische Kommandant ließ vier Wagen mit Toten in die Donau kippen. Bei der fast erfolgreichen Eroberung des Ostentors kam der schwedische Oberstleutnant Nordhausen ums Leben. Seine Leiche wurde dem Rat der Stadt übergeben und war die erste Leiche, die auf dem Gang neben der im Vorjahr fast fertiggestellten, damals noch Neue Kirche genannten Kirche begraben wurde.
Am 10. November wurde der bayerische Kommandant Troibreze in der Prebrunner Schanze verwundet und war nicht mehr einsatzfähig. Am 12. November schossen die Schweden bei der Prebrunner Schanze einen Tag lang ohne Unterbrechung, bis am Abend eine Bresche in der Mauer entstanden war, wo der Durchbruch erfolgte. Für einen Entsatz der Stadt durch bayerische oder kaiserliche Truppen bestand keine Aussicht, denn das bayerische Heer stand in Breisach. Auch Wallenstein in Böhmen verpasste die Chance, Regensburg zu entsetzen, und verkannte die Bedeutung des Falles der Stadt. Deshalb war die Stadt trotz der Anweisungen von Kurfürst Maximilian, der bei Aufgabe der Stadt dem Kommandanten Troibreze die Todesstrafe angedroht hatte, nicht zu halten. Regensburg wurde am 14. November 1633 mit Akkord an die Schweden übergeben und die bayerischen Besatzungstruppen zogen am 15. November nach Ingolstadt ab, wobei die Hälfte der Soldaten in den Dienst der Schweden trat. Troibreze wurde auf Anweisung des bayerischen Kurfürsten in Burghausen inhaftiert, konnte die Aufgabe der Stadt aber rechtfertigen und wurde in einem späteren Kriegsgerichtsprozess freigesprochen. Die schwedischen Truppen besetzten die Stadt und Herzog Bernhard ließ den Regensburger Bischof Albert von Toerring-Stein in der Festung Marienberg bei Würzburg inhaftieren, von wo er erst am 18. Januar 1635 wieder frei kam. Seine Güter wurden eingezogen und eine Geldsumme von 20.000 Reichstalern gefordert, die später auf 10.000 ermäßigt wurde. Alle Prälaten und Ordensgeistliche wurden zunächst in der Dominikanerkirche St. Blasius gefangen gesetzt und später aus der Stadt verwiesen. Für die katholischen Kirchengüter Niedermünster, Kloster Sankt Emmeram, Kloster Prüfening und Kartause Prüll wurden Administratoren eingesetzt. Im Dom wurden protestantische Gottesdienste abgehalten und auch protestantische Offiziere begraben.
Zur Verteidigung von Regensburg wurde eine starke schwedische Garnison eingerichtet. Sie umfasste – nach den Verstärkungen anlässlich des abgebrochenen Entsatzversuches von Herzog Bernhard Anfang Juni 1634 – am Beginn der Belagerung 2800 Mann aus verschiedenen Regimentern (Hastver, Wulf von Schönbeck, Johann Jacob von Thurn, von den Brincken) unter Befehl des Stadtkommandanten Generalmajor Lars Kagg und seines Stellvertreters, des Stadtmajors und schottischen Hauptmanns Alexander Irwing. Zusätzlich mussten 1200 Stadtsoldaten von der Bürgerschaft gestellt werden. Dafür wurden 12 Bürgerkompanien gebildet unter dem Kommando des schottischen Majors Johann Affleck aus dem Regiment des Obristen Claus Hastver. In Erwartung eines Angriffs kaiserlicher Truppen aus Böhmen von Norden wurden in Stadtamhof unter Abbruch vieler Häuser zusätzliche starke Festungsanlagen und Schanzen am Nordufer der Donau errichtet. Auch der Brückenkopf der Steinernen Brücke wurde mit einem großen Hornwerk mit Contregarde und drei Redouten und vertieftem Wassergräben verstärkt. Das unmittelbar benachbarte Katharinenspital wurde in das Hornwerk einbezogen und blieb erhalten.
Am 21. Februar 1634 traf der sächsische Feldmarschall Franz Albrecht von Sachsen-Lauenburg mit seinem Cousin Herzog Bernhard in Regensburg zusammen. Franz Albrecht war am 19. Februar mit 8 Pferden in Pilsen aufgebrochen, um im Auftrag von Wallenstein mit Herzog Bernhard Kontakt aufzunehmen. Er sollte Herzog Bernhard auffordern, mit einem Heer zu Wallenstein nach Eger zu ziehen und gemeinsam mit den ebenfalls bereits im Anmarsch befindlichen, mit den Schweden verbündeten Sachsen Wallenstein gegen den Kaiser zu unterstützen. Sein Anliegen wurde von Herzog Bernhard kühl abgewiesen, weil Bernhard Wallenstein nicht vertraute. Auch der angebliche Anmarsch der Sachsen erfolgte nicht, weil der sächsische Befehlshaber Arnim stark zögerte.

### Schwedische Vorstöße von Regensburg in die Oberpfalz

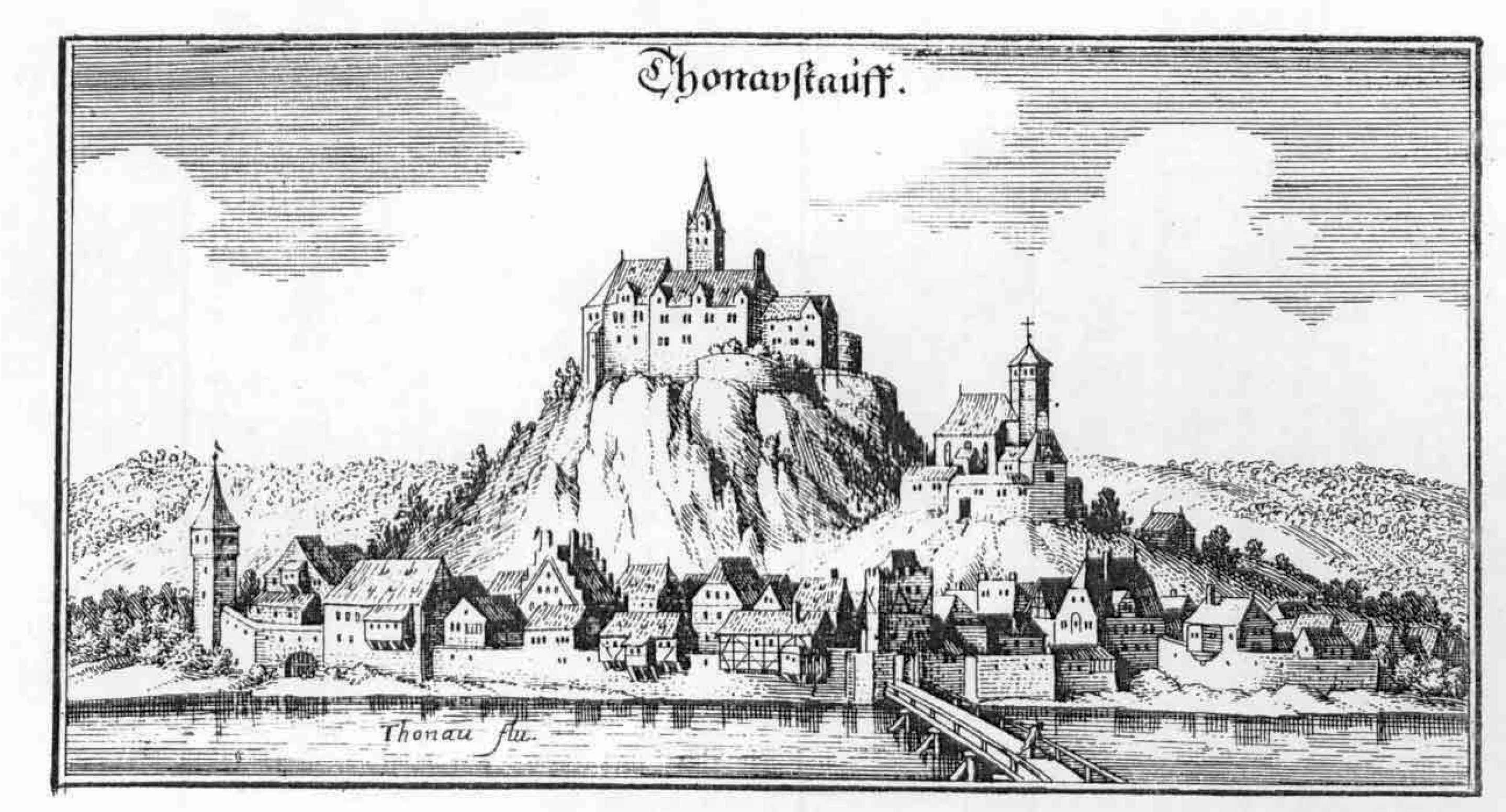
Ort Donaustauf mit Burg

Nach der Einnahme von Regensburg zog das schwedische Hauptheer donauabwärts über Donaustauf weiter und eroberte Straubing am 23. November unter Zerstörung der Stadtmauern durch Sprengungen. In der Stadt wurden reiche Salzvorräte im Wert von 70.000 Reichstalern beschlagnahmt. Teile davon sollten nach Regensburg transportiert und dort verkauft werden, wurden aber von den bayerischen Besatzungstruppen der Burg Donaustauf abgefangen. Die Zerstörung der Burg gelang am 21. Januar 1634 dem schwedischen Obristen Klaus Havster, der sich auf Anweisung von Herzog Bernhard mit seinem in Neumarkt stationierten Regiment an der Besetzung der Oberpfalz beteiligte.
Von Straubing aus zog eine schwedische Abteilung unter Georg Christoph von Taupadel nach Norden in die Oberpfalz und besetzte am 21. November 1633 Cham, das zerstört und befestigt wurde. Auch alle umgebenden Orte wurden geplündert. Ende November wurde Kötzting erobert und in Brand gesetzt, weil die Bevölkerung Widerstand leistete. Wallenstein machte nur einen halbherzigen Versuch, die Oberpfalz zu schützen, und rückte mit seinen Truppen vor bis Furth im Wald, wo er sein Hauptquartier einrichtete. Herzog Bernhard hatte inzwischen Deggendorf erobert, zog aber sofort mit dem Hauptheer nach Cham, um dort Wallenstein die Schlacht anzubieten. Wallenstein aber zog sich nach Pilsen zurück. Nachträglich erwies sich Herzog Bernhards Vorstoß von der Donau nach Norden als fatal, weil die in Plattling verbliebenen drei Kavallerie-Regimenter von einem kaiserlichen Korps unter Generalwachtmeister Giaccomo von Strozzi, Oberst Johann von Werth und Feldmarschall-Leutnant Maximilian von Billehe am 2. Dezember nachts um 2 Uhr überfallen wurden und mehr als 1200 Mann verloren. Nach diesem Verlust beorderte Herzog Bernhard sofort alle Truppen zurück in die Umgebung von Regensburg in die Winterquartiere. Viele dieser Quartiere wurden in der Folge von Johann von Werth angegriffen. Am Ende aber erlitt auch er eine heftige Niederlage, die sein Korps ruinierte.

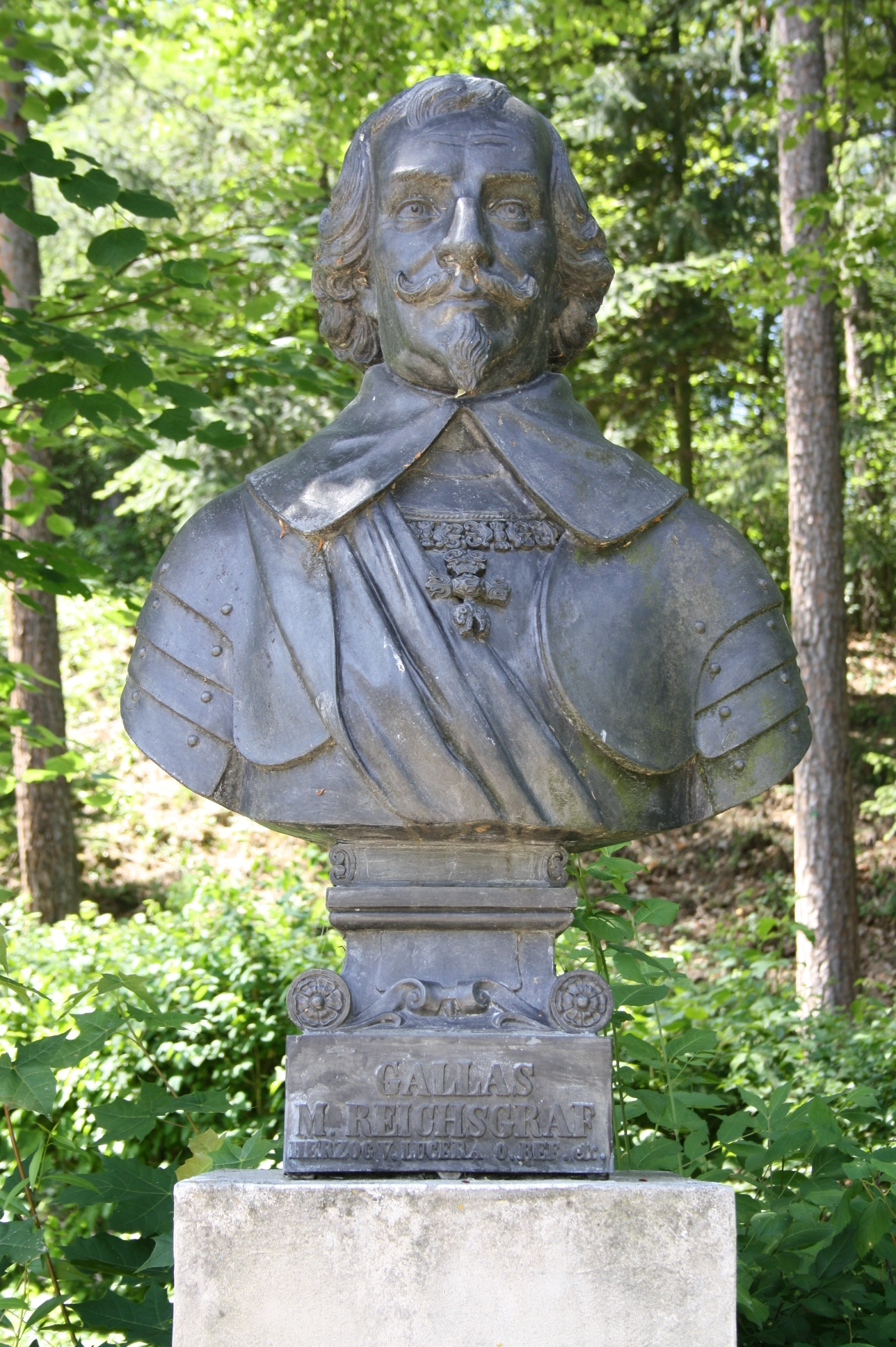
Matthias Gallas, kaiserlicher Generalleutnant

Nach der Ermordung von Wallenstein hatte Herzog Bernhard die Hoffnung, einige von Wallensteins Regimentern übernehmen zu können. Oberst Taupadel war nach dem Tod von Wallenstein Ende Februar 1634 nach Furth im Wald aufgebrochen und hatte im befestigten Schloss Eschlkam große Beute gemacht. Ähnlich verfuhr er im Grenzort Neukirchen, wo ihm beim Angriff auf den Ort durch eine Falkonettkugel der linke Arm abgeschossen wurde. Auch Herzog Bernhard zog Anfang März 1634 mit einem Korps über Weiden nach Waidhaus und dann weiter nach Böhmen Richtung Marienbad, jedoch erfüllten sich seine Hoffnungen auf die Übernahme von Wallenstein-Regimentern nicht. Er brach die Aktion ab und kehrte nach Franken zurück. Von dort nahm er Kontakte mit dem sächsischen Feldherren Arnim auf, zwecks gemeinsamer Unternehmungen gegen den Kaiser. Er erhielt keine Antwort und musste die auch nach dem Tod von Wallenstein weiterhin zögerliche Haltung der Sachsen ertragen. Die Wartezeit verkürzte er sich mit dem dritten vergeblichen Versuch, die Festung Kronach zu erobern (13.–22. März 1634).
Kaum hatte sich Herzog Bernhard nach Franken abgesetzt, begann die Zurückdrängung der schwedischen Truppen aus der Oberpfalz und wurde im April 1634 fortgesetzt und vollendet. Der nur kurz amtierende neue Oberkommandierende der kaiserlichen Armee Matthias Gallas verdrängte Anfang April 1634 die Schweden aus Waldmünchen, Rötz und Cham und stieß bis Schwandorf vor. An der Donau hatte ein 10.000 Mann starkes bayerisches Heer unter Aldringen, Werth und Maximilian von Billehe Straubing am 1. April zurückerobert. Auch aus Weiden mussten sich die Schweden unter Generalmajor Johann Vizthum von Eckstädt nach Nürnberg und Ansbach zurückziehen, worüber der Rat von Nürnberg sehr beunruhigt war.

## Rückeroberung von Regensburg durch eine kaiserlich-ligistische Armee (Juli 1634)
(Quelle:)

### Vorgeschichte und Vorbereitungen

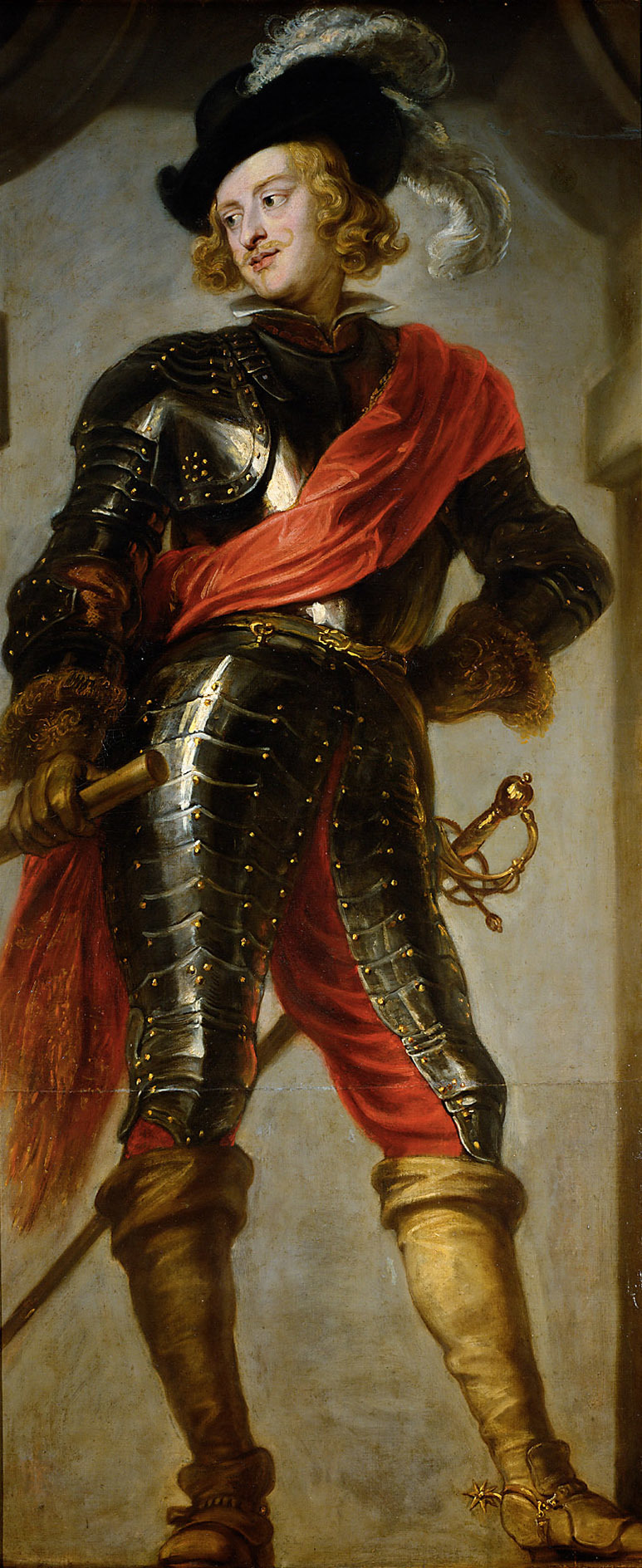
Kardinalinfant Ferdinand von Spanien, Cousin von Erzherzog Ferdinand, König von Ungarn

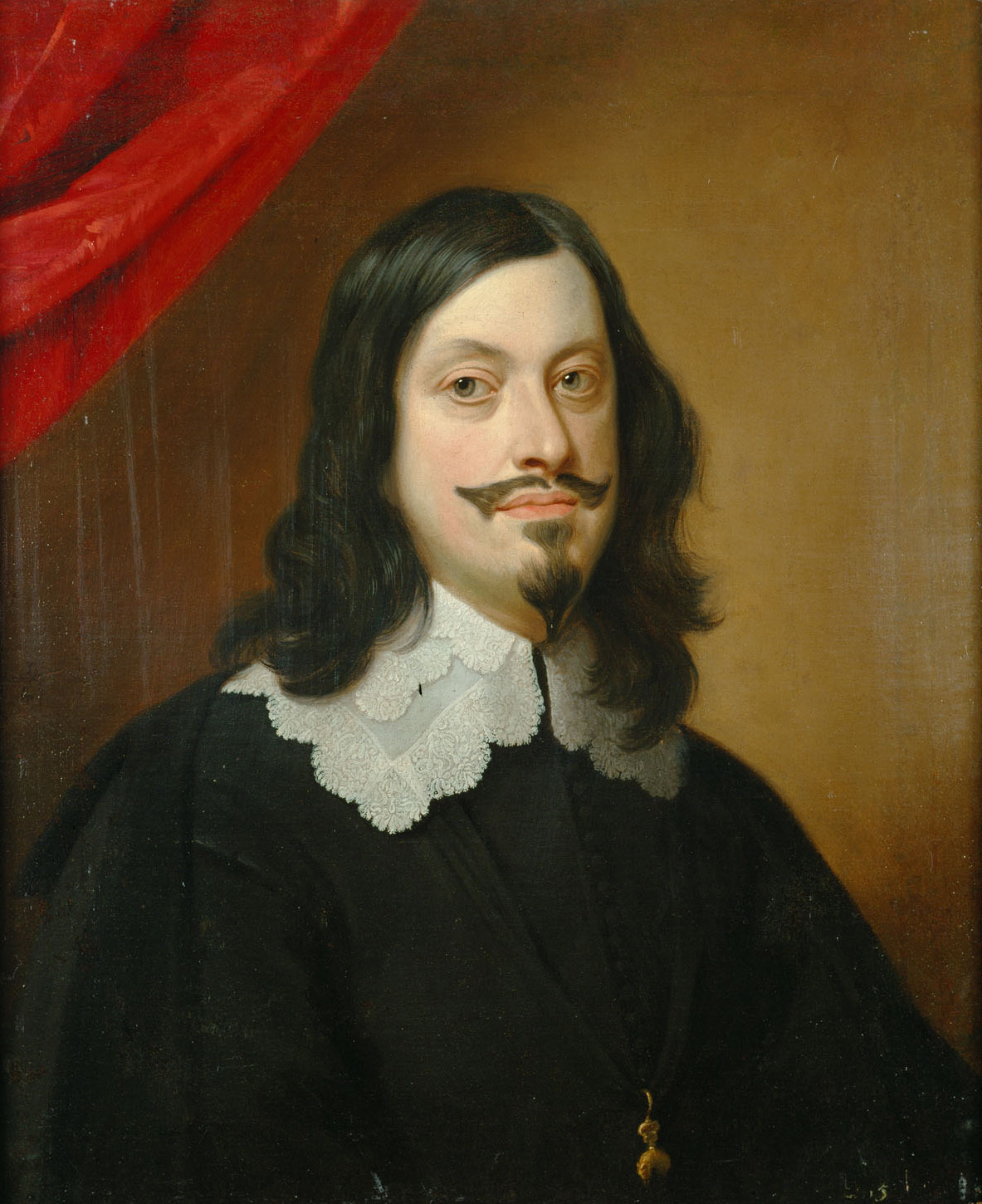
Erzherzog Ferdinand, König von Ungarn, ab 1637 Kaiser Ferdinand III, Ölgemälde von Jan van den Hoecke, 1643

Während der halbjährigen schwedischen Besatzung von Regensburg und nach dem Tod von Wallenstein änderte sich am Hof des Kaisers in Wien die politische und militärische Bedrohungslage für Regensburg. Während der bayerische Kurfürst Maximilian bei seiner Wunschvorstellung blieb, Regensburg unter seine Kontrolle zu bringen, war man nun auch am Hof in Wien entschlossen, Regensburg zurückzuerobern, wollte aber die Reichsstadt weder den Schweden noch dem bayerischen Kurfürsten überlassen. Am 2. Mai hatte Kaiser Ferdinand II. seinen Sohn, den König von Ungarn, Erzherzog von Österreich und späteren Kaiser Ferdinand III. als Nachfolger von Wallenstein zum neuen Oberbefehlshaber des kaiserlichen Heeres berufen. Er war der Neffe des bayerischen Kurfürsten, war erst 26 Jahre alt und hatte keine Kriegserfahrung. Aber er hatte mit seinem Cousin, dem Kardinalinfanten von Spanien Ferdinand, der die Kriegskunst gründlich erlernt hatte, einen umfassenden militärischen Plan abgesprochen. Mit einem vereinigten kaiserlich-spanischen Heer sollte der Rhein von den Schweden befreit und die gefährdeten spanischen Niederlande für Spanien gesichert werden. Die Rückeroberung von Regensburg war mit diesem Plan vereinbar, und damit war auch die Unterstützung durch den bayerischen Kurfürsten gesichert, der als Führer der Katholischen Liga bei der Durchführung des Planes mitwirken sollte. Regensburg lag auf dem geplanten Anmarschweg des kaiserlichen Heeres vom böhmischen Standort in Pilsen zum Oberrhein, und dort gab es mit der Steinernen Brücke eine gute Möglichkeit, die Donau zu überqueren. Wichtig für die am Ende des Marsches geplante Vereinigung des kaiserlichen Heeres mit dem von Süden über Alpen und Bodensee heranziehenden spanischen Heer war die Einhaltung des Zeitplanes. Beide Heere sollten möglichst zeitgleich im Spätsommer 1634 am Oberrhein zusammentreffen.
Auf kaiserlicher Seite begannen die Vorbereitungen für den Marsch nach Regensburg nach der Vertreibung der Schweden aus der Oberpfalz damit, dass in Cham, Straubing und Ingolstadt Magazine mit Proviant angelegt wurden. Am 22. Mai 1634 musterte der neue Oberbefehlshaber Erzherzog Ferdinand zusammen mit Generalleutnant Matthias Gallas im Feldlager Pilsen das aufgestellte Heer. Es bestand aus insgesamt 40.000 Mann, verteilt auf 28 Regimenter zu Fuß mit jeweils 10 Kompanien, 14 Regimenter zu Pferd, 4 Regimenter Dragoner und 5 Regimenter Crabaten. Von der Gesamt-Armee wurden 8 Regimenter zu Fuß und einige Reiter nach Schlesien beordert, so dass das Heer für den Zug nach Regensburg eine Stärke von 24.000 Mann hatte, davon 16.000 zu Fuß und 8.000 zu Ross. An Artillerie stand die gewaltige Anzahl von 116 Geschützen zur Verfügung: 4 ganze (48 Pfünder) Kartaunen und 16 halbe (24 Pfünder) Kartaunen, als Belagerungsgeschütze 12 Mörser und 24 große Regimentsstücke sowie für jedes Regiment zusätzlich 2 leichte Regimentsstücke. Hinzu kamen 300 mit Lederplanen beschlagene Pulverwagen. Die Munition konnte mit Schiffen über die nicht mehr von den Schweden bedrohte Donau zugeführt werden.

### Anmarsch, Aufstellung und Beginn der Belagerung

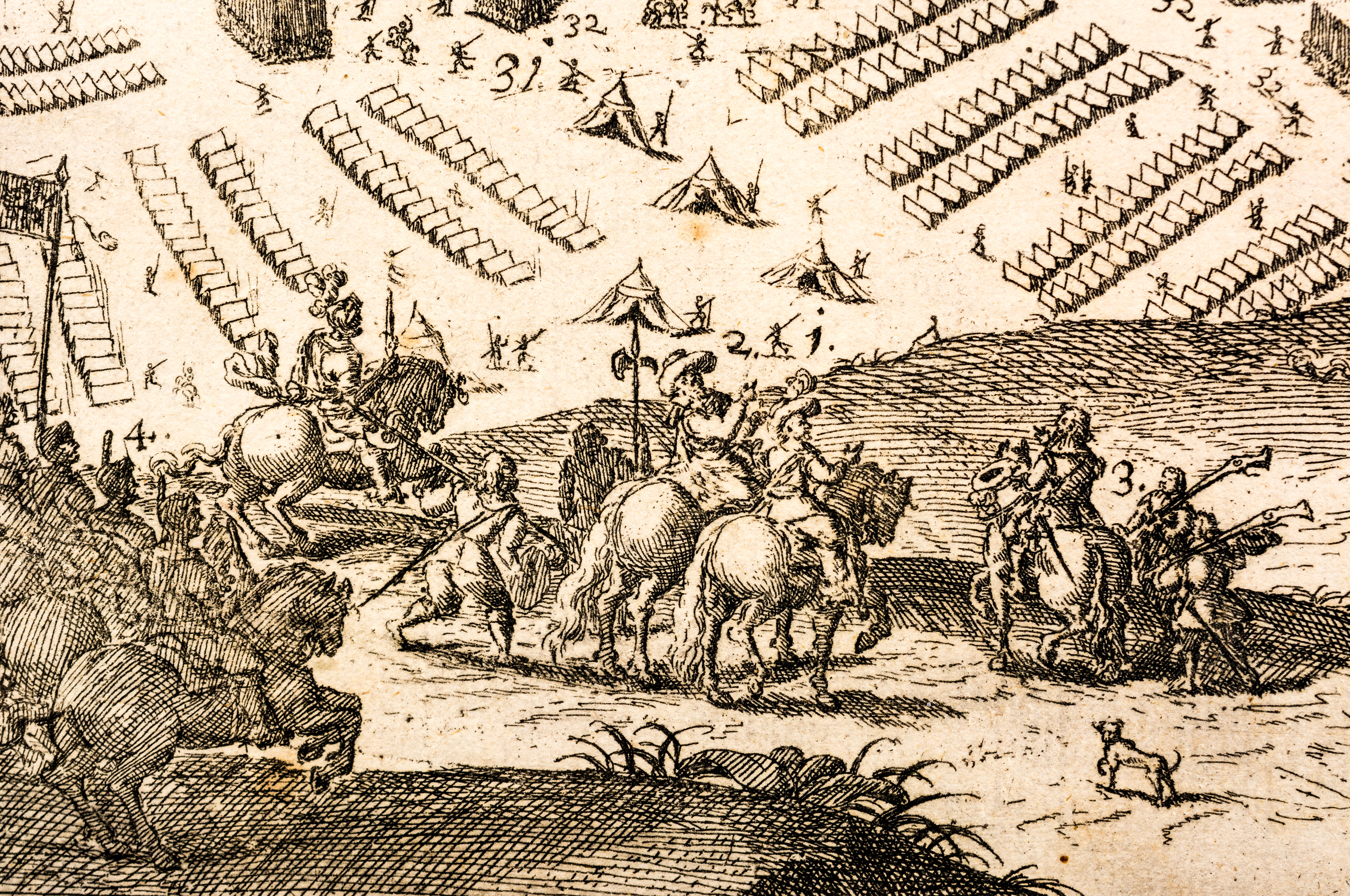
Feldherren bei Reinhausen; König Ferdinand (1), Kurfürst Maximilian von Bayern (2), Generalleutnant Gallas (3)

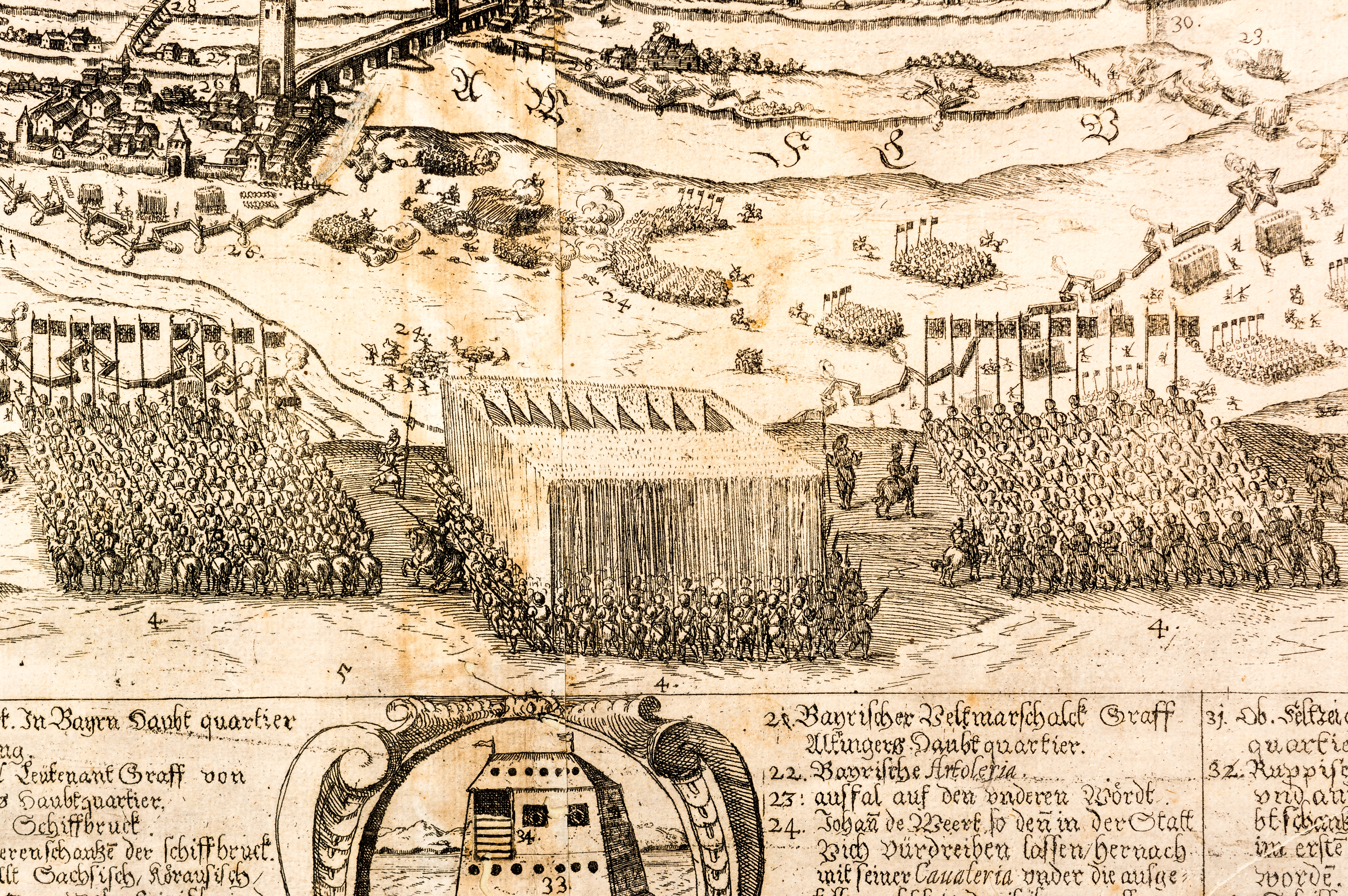
Weinberg, Pfaffenstein; Leibgarde von König Ferdinand

Der Aufbruch der gewaltigen kaiserlichen Kriegsmacht erfolgte nach der Musterung. Am 26. Mai 1634 wurde 50 km nördlich von Regensburg ein Zwischenlager bei Nabburg errichtet. Eine Vorhut des Heeres unter Befehl von Gallas war vorausgezogen und wurde am 25. Mai bei Nabburg in ein Scharmützel mit schwedischen Dragonern verwickelt. Die Dragoner unter Befehl von Taupadel und Rosen waren von Herzog Bernhard, der noch in Roth bei Nürnberg weilte, im Voraus nach Regensburg geschickt worden, um die sich entwickelnde Lage zu erkunden und eine sich abzeichnende Vereinigung der kaiserlichen Armee mit der ligistischen Armee, die von Straubing aus donauaufwärts im Anzug war, zu verhindern. Angesichts der anrückenden gewaltigen Übermacht mussten sich die schwedischen Dragoner aber nach Velburg zurückziehen. Das am 24. Mai 1634 in Straubing aufgebrochene ligistische Heer unter Führung des bayerischen Kurfürsten Maximilian und unter Kommando von Aldringen vereinigte sich östlich von Regensburg auf dem nördlichen Donauufer bei Reinhausen mit der kaiserlichen Vorausabteilung unter Gallas. Das bayerisch dominierte Ligaheer umfasste 8.000 Mann, in 7 Regimentern mit 4.500 Mann zu Fuß (in jeweils 10 Kompanien) und 9 Regimentern zu Pferd (in 69 Kompanien) und 10 Kompanien Dragoner, zusammen 3.000 Reiter in 79 Kompanien. Einige Regimenter waren nicht einsatzbereit, so dass am Beginn der Belagerung von Regensburg nur ca. 5.000 Mann des Heeres anwesend waren, einige später nachrückten, andere aber auch früher wieder abgezogen wurden. Die am Beginn der Belagerung dann vereinigte kaiserlich-ligistische Armee umfasste zusammen 23.000 Mann zu Fuß und 10.000 Mann zu Ross. Einige Wochen später, nach dem Eintreffen von Verstärkungen am 12. Juni, betrug die gesamte Streitmacht für die Belagerung von Regensburg 28.500 Mann zu Fuß und 10.000 Mann zu Ross zuzüglich einer unbekannten Anzahl Dragoner, insgesamt also rund 40.000 Mann.
Frankfurt – Magdeburg – Werben – Breitenfeld – Bamberg – Rain – Wiesloch – Alte Veste – Lützen – Hessisch Oldendorf – Steinau – Liegnitz – Regensburg – Nördlingen

### Schwedischer Entsatzversuch (Anfang Juni 1634)
Im Frühjahr 1634 war Herzog Bernhard mit der sich drastisch verschlechternden militärischen Lage in Regensburg und der Oberpfalz konfrontiert. Vor dem Aufbruch einer Heeresgruppe in die bedrohte Region war es erforderlich, Proviant aus Thüringen, Waffen und Kriegsmaterial aus Nürnberg und Würzburg zu beschaffen. Angeschafft wurden 45 Zentner Lunten, 50.000 Musketenkugeln und ca. 2.000 Eisenkugeln für Kartaunen. Am 14. April wurde das Hauptheer bei Herrieden gemustert und zusammen mit dem aus der Oberpfalz vertriebenen Korps des Pfalzgrafen Christian von Birkenfeld auf Quartiere in Rothenburg, Dinkelsbühl, Donauwörth und Bopfingen verteilt. Das Hauptquartier wurde in Nördlingen eingerichtet. Da sich die Bevölkerung über die Einquartierungen schwer beklagte, wurde Herzog Bernhard am 8. Mai von den in Frankfurt versammelten protestantischen Fürsten aufgefordert, mit seinem Heer das gefährdete Regensburg zu unterstützen. Er reiste daraufhin nach Dinkelsbühl und stellte ein Heer von 20.000 Mann auf. Am 22. Mai wurde in Roth mit Gesandten aus Nürnberg über die Rettung von Regensburg und die Verpflegung des dafür benötigten Heeres verhandelt. Herzog Bernhard forderte von Nürnberg die Anlieferung von 1 Million Pfund Brot und 150 Zentner Pulver, jedoch wollten die Nürnberger nur die Hälfte liefern. Darüber war Herzog Bernhard sehr erzürnt, weil damit die geplante Sollstärke des Entsatzheeres für Regensburg gefährdet war.
Am 26. Mai brach Herzog Bernhard mit dem Entsatzheer für Regensburg in Roth auf, verstärkte sich in Neumarkt mit dem Regiment von Oberst Hastver zu ca. 12.000 Mann und zog über Dietfurt nach Kelheim, wo am 30. Mai die mitgeführte Schiffsbrücke über die Donau errichtet wurde. Das Heer setzte über, um Regensburg von Süden zu erreichen, denn das Nordufer der Donau war östlich von Regensburg schon von kaiserlichen Truppen besetzt.

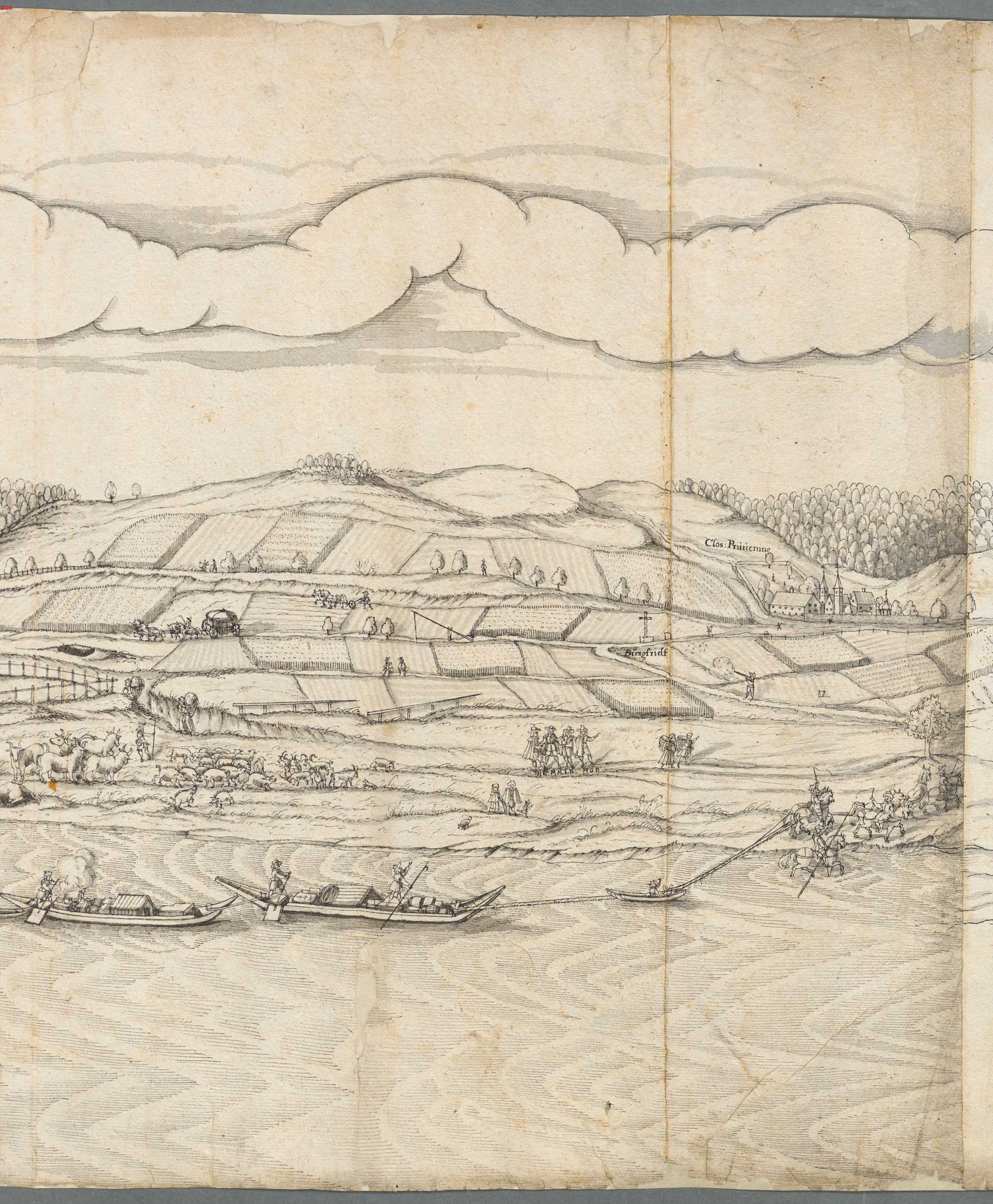
Am Donau-Süd-Ufer: Kloster Prüfening, westlich außerhalb der Stadt (Burgfriedenssäule) (1630)

Der bayerische Reitergeneral Johann von Werth, der die Donau östlich von Regensburg bei Schwabelweis auf einer von bayerischen Pionieren errichteten Schiffsbrücke überqueren konnte und auf dem Südufer, 2. km westlich der Stadtmauer von Regensburg, mit 1.300 Mann im Kloster Prüfening lagerte, versuchte das Übersetzen des schwedischen Entsatzheeres bei Kelheim zu verhindern. Er kam aber zu spät, und als er sich angesichts der schwedischen Übermacht zurückziehen wollte, um die eigene Schiffsbrücke bei Schwabelweis zu erreichen, gelang ihm der Rückzug nur teilweise. Bei Kloster Prüll wurde die Nachhut seiner Abteilung mit 400 Kroaten von den Schweden eingekreist, niedergehauen und die hohen Offiziere gefangen genommen. Dem Rest der Abteilung des Johann von Werth gelang es nur knapp, das Nordufer der Donau zu erreichen und hinter sich die eigene Schiffsbrücke zu zerstören. Die verlassenen Quartiere der geflüchteten bayerischen Kavallerie im Kloster Prüfening wurden von den Mannschaften von Herzog Bernhard übernommen.

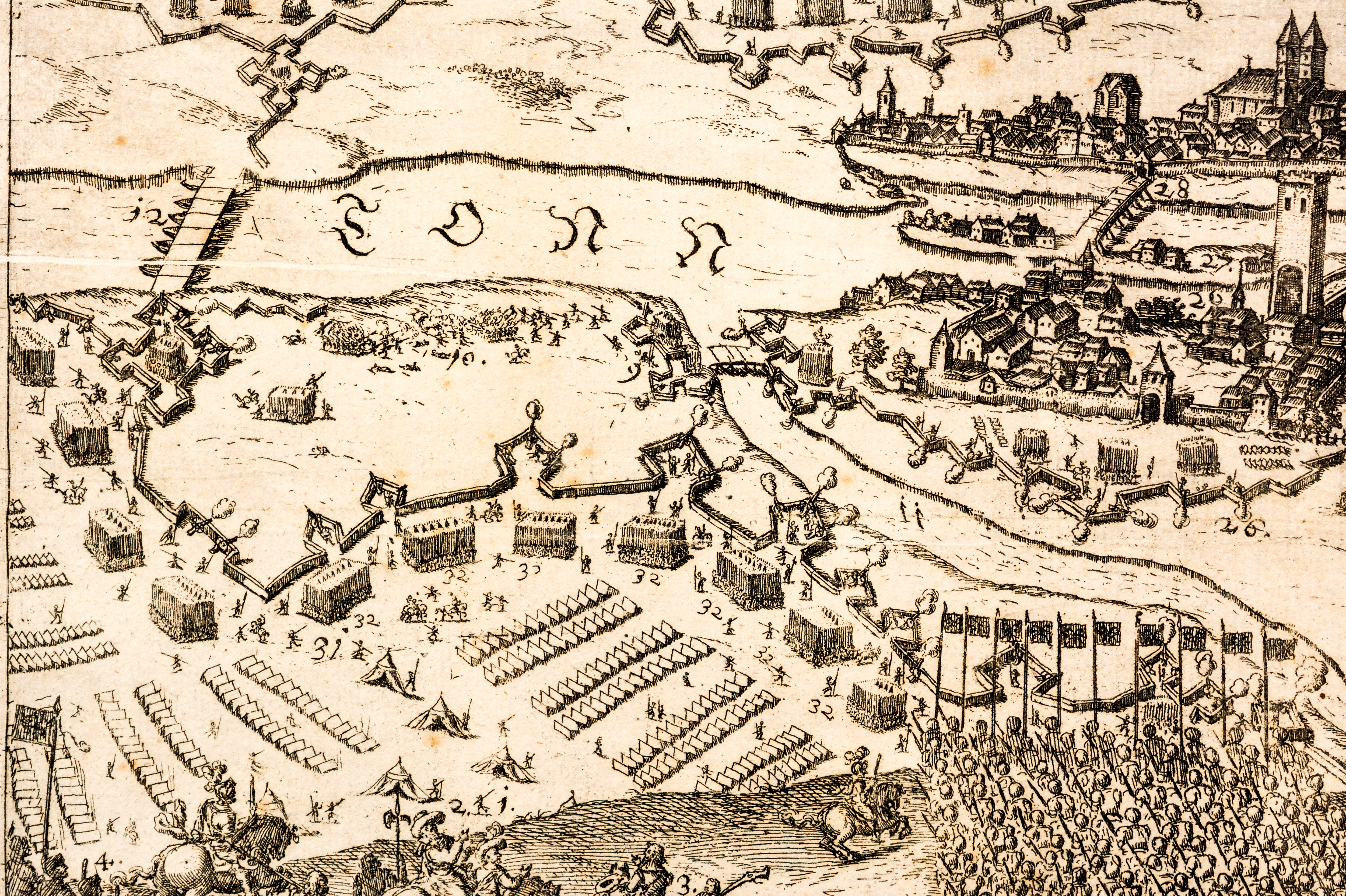
Nördliches Donauufer östlich von Stadtamhof. Schwedische Regenschantz (9) beim Lager bayerischer Truppen (10)

Auf dem Nordufer der Donau gegenüber von Regensburg hatte sich östlich der Mündung des Flusses Regen in die Donau das über Regenstauf herangezogene kaiserlich-ligistische Belagerungsheer einquartiert und Lager bei Sallern, Weichs und Reinhausen eingerichtet. Am Tag nach seiner Ankunft führte Herzog Bernhard am 1. Juni einen Trupp von 300 Reitern und 200 Musketieren unter Oberst Hastver aus der Stadt über die Steinerne Brücke auf das Donau-Nordufer in die Schanzanlagen der Schweden am westlichen Ufer des Flusses Regen. Diese Regenschantz umfasste auch eine Brücke über den Regen und war auf dem östlichen Regenufer mit einem Hornwerk als Brückenkopf gesichert. Aus dieser Regenschantz machten die Schweden einen Ausfall in das Lager der kaiserlich-ligistischen Truppen bei Reinhausen. Sie konnten die kaiserlichen Truppen zunächst vertreiben, mussten sich aber am Ende gegen nachrückende Verstärkungstruppen wieder zurückziehen. Um weitere dieser gefährlichen Ausfälle der Schweden zu verhindern, besetzten kaiserliche Truppen den Hügel am linken (östlichen) Ufer des Flusses Regen und bauten dort Batteriestellungen auf. Dabei kam es zu einem Artilleriegefecht mit einer kurz zuvor errichteten schwedischen Geschützstellung auf dem Weinberg am rechten (westlichen) Ufer des Regenflusses, bei dem der schwedische Generalmajor Nicholas de Courville ums Leben kam. Die schwedische Geschützstellung konnte gegen die übermächtige Anzahl der kaiserlichen Geschütze nicht gehalten werden, wurde abgebaut und das Terrain danach sofort von kaiserlichen Truppen übernommen. Sie postierten in den eroberten Stellungen insgesamt 40 Geschütze, darunter 30 halbe Kartaunen. Bereits am Freitag, dem 2. Juni, und auch am Folgetag beschossen diese Geschütze erstmals die Stadt, das Hornwerk vor dem nördlichen Brückenkopf der Steinernen Brücke bei Stadtamhof und die Steinerne Brücke. Dabei sollen zwei Kugeln sogar in der Stadt die bischöfliche Residenz getroffen haben, die Herzog Bernhard als Quartier diente und ca. 3. km entfernt war.
Schon am 3. Juni verließ Herzog Bernhard mit seinem Heer die belagerte Stadt, weil zu befürchten war, dass kaiserliche Truppen bald auch das Südufer westlich von Regensburg besetzen würden und damit die Rückzugsmöglichkeit für das in Kloster Prüfening lagernde schwedische Entsatzheer nach Kelheim blockieren würden. Außerdem war die Verpflegungssituation des Heeres sehr kritisch geworden. Zur Verstärkung der schwedischen Garnison in Regensburg wurden aber einige Kompanien aus den Regimentern Hastver, Brincken und Berghofer mit insgesamt ca. 2.300 Mann in der belagerten Stadt belassen, so dass am Beginn der Belagerung die Gesamtstärke der Verteidiger ca. 4.000 Mann betrug. Auf dem Rückzug wurde das Restheer von einem Trupp mit 2.000 Mann kaiserlicher Kavallerie verfolgt und konnte deshalb die Donau nicht in Kelheim, sondern erst am 6. Juni bei Vohburg auf der mitgeführten Schiffsbrücke überqueren. Am 10. Juni war das Restheer wieder in Neumarkt. Nahrungsmangel hatte die Stärke des Heeres erheblich vermindert.

### Belagerung, Beschießung und Einnahme von Regensburg

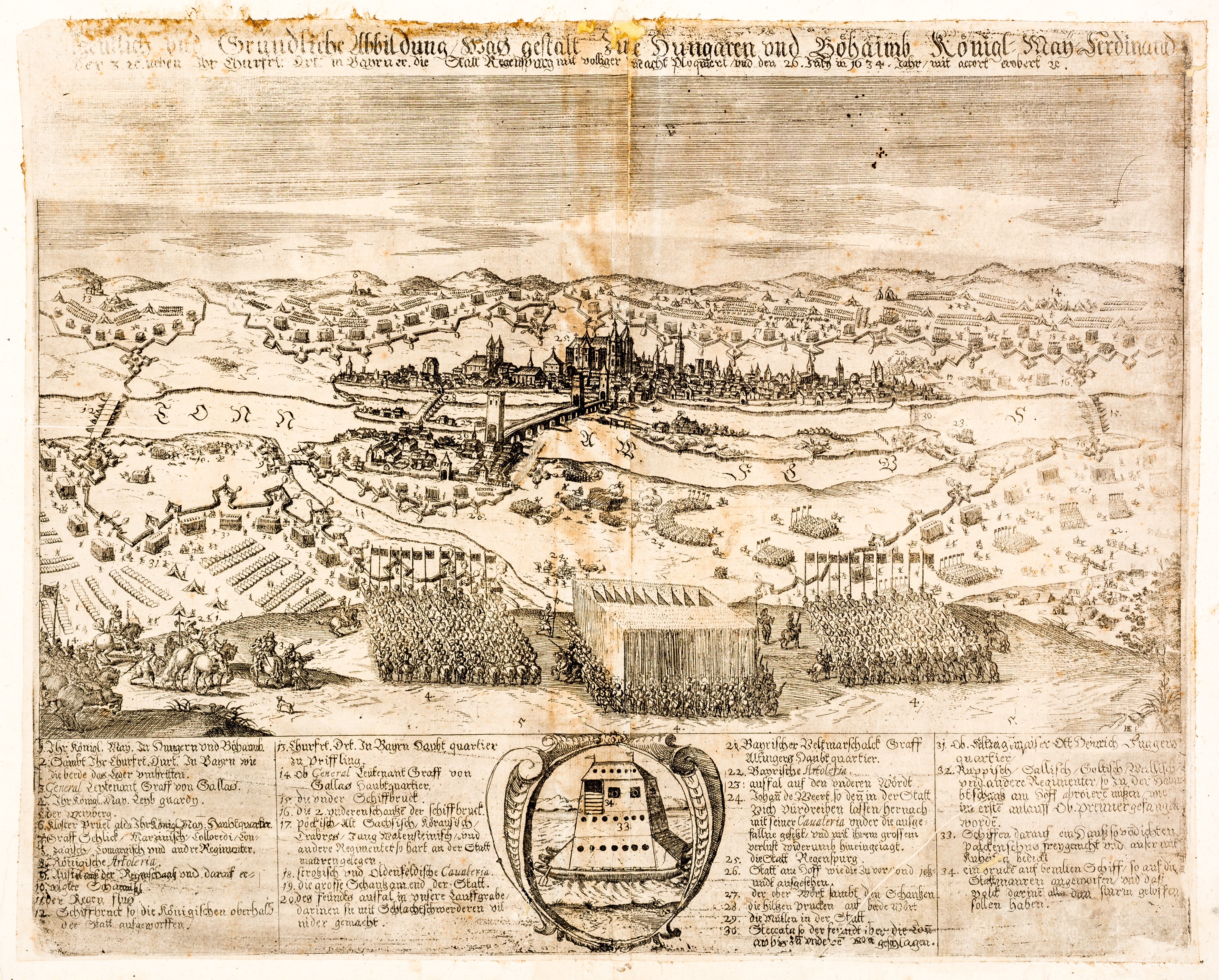
Nordansicht der Belagerung und Eroberung von Regensburg durch ein kaiserlich-ligistisches Heer unter Ferdinand III und Aldringen, Juni–Juli 1634. Blick von den Reinhausener und Winzerer Höhen auf Stadtamhof. Hintergrund: Steinerne Brücke mit Altstadt Regensburg

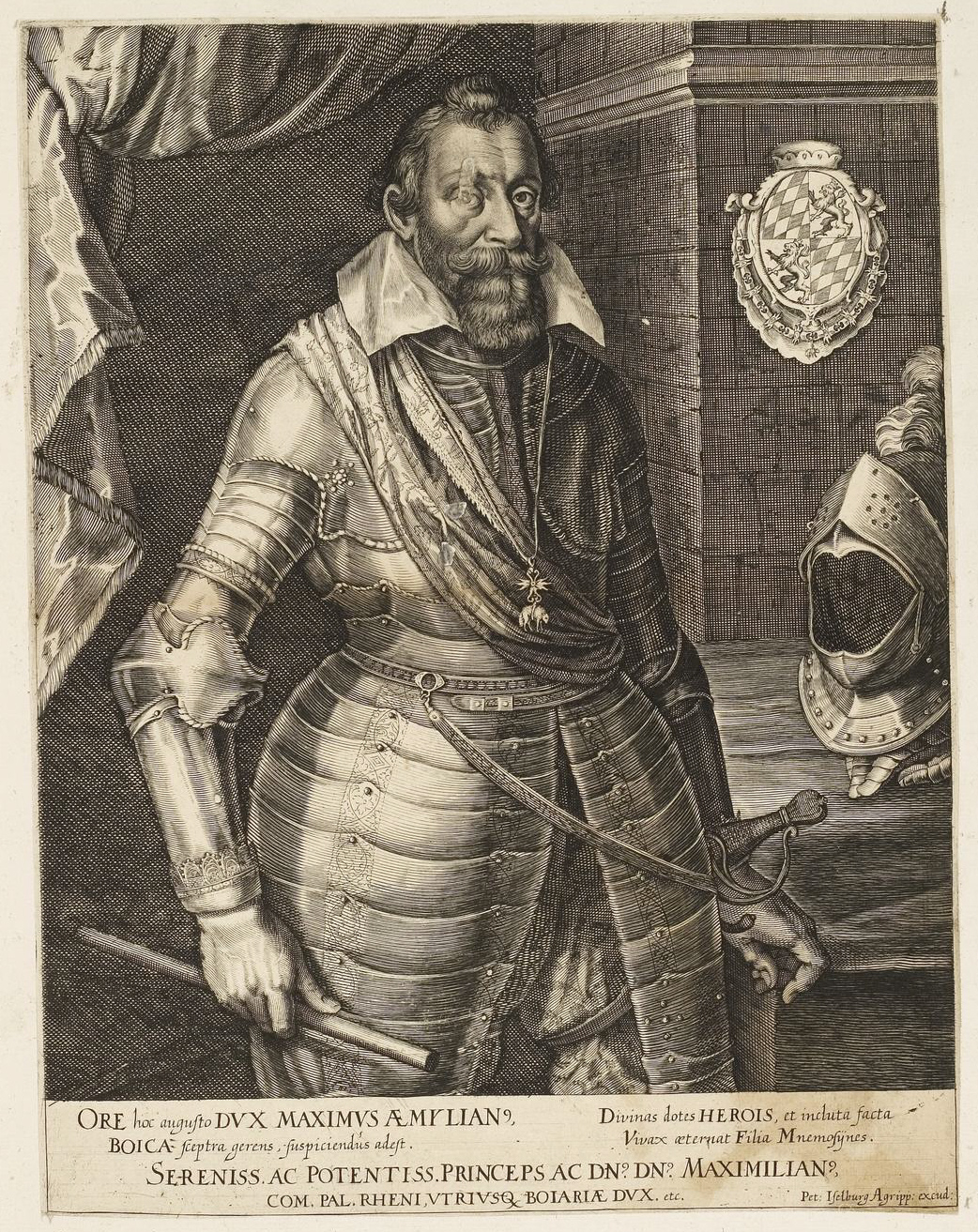
Kurfürst Maximilian I. von Bayern

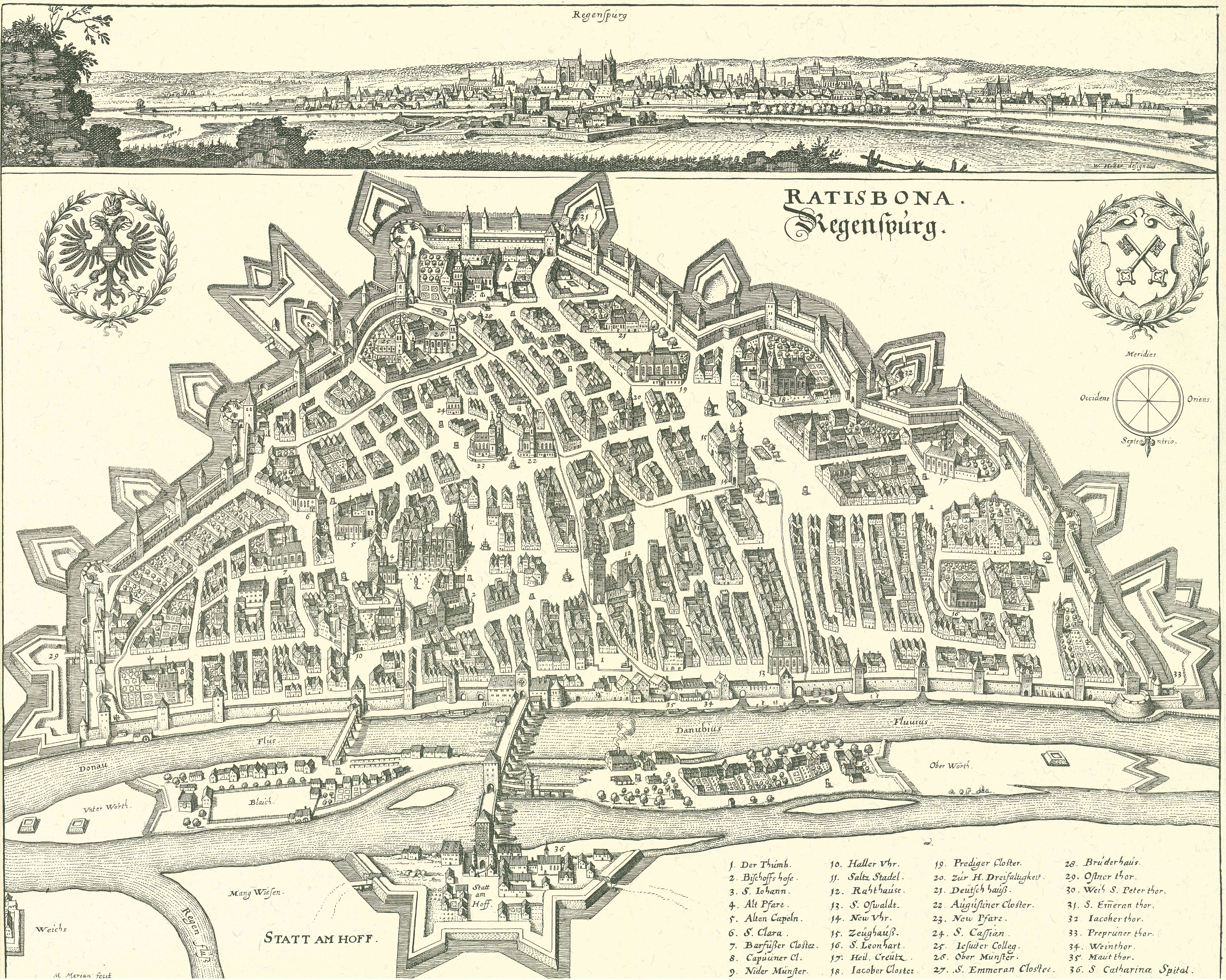
Regensburg Stadtbefestigungsanlagen Merian-Stich 1644

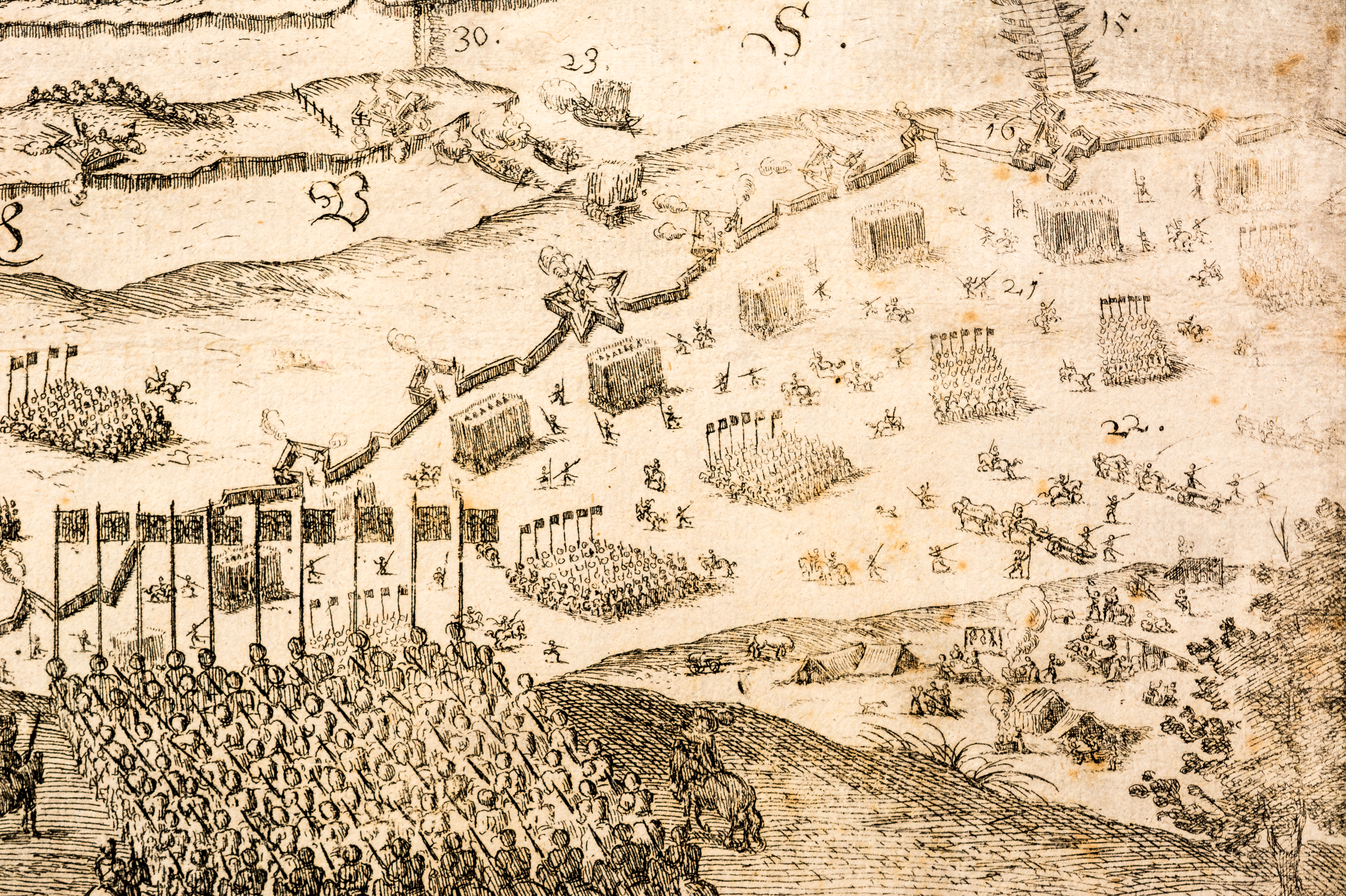
Nördliches Donauufer bei Prebrunn. Artillerieverlagerung in die vorbereitete Schanze zum Angriff auf den Oberen Wöhrd

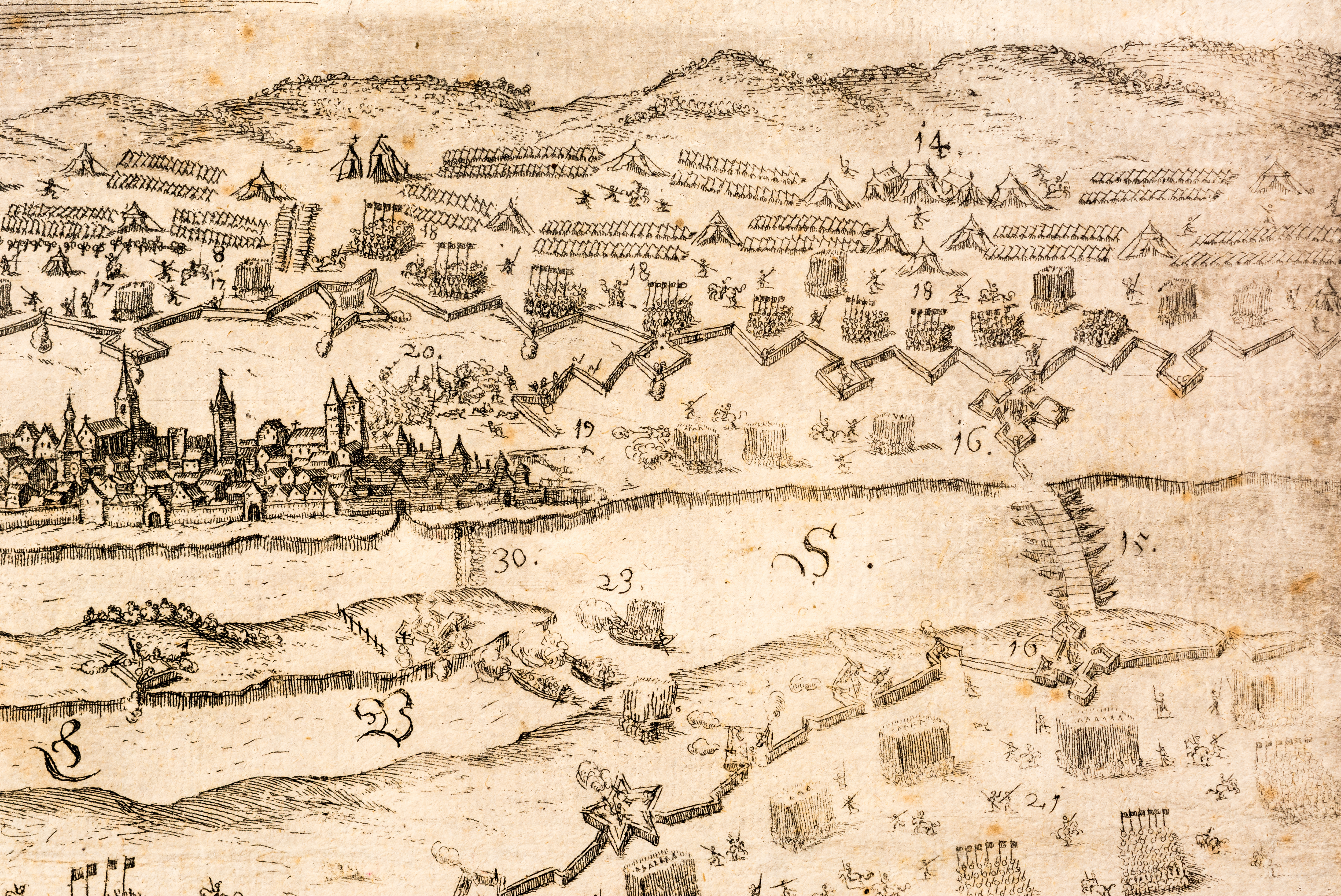
Prebrunn, Palisadensperre zum Oberen Wöhrd, wo die Anlandung feindlicher Truppen unter Artillerieschutz stattfindet.

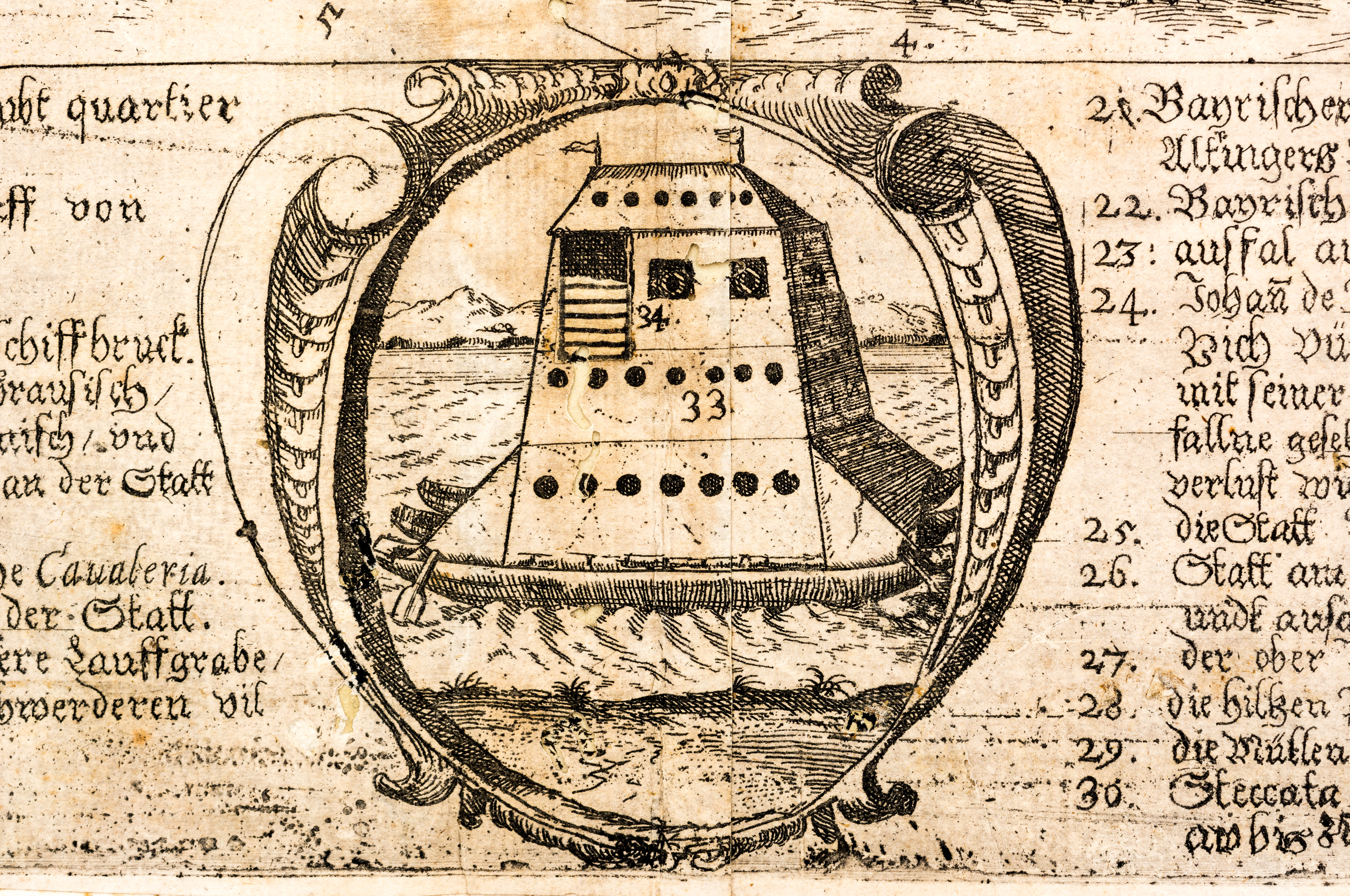
Kanonenboot

Die Beschießung der Stadt und der schwedischen Schanzen im umgebenden Vorland von Stadtamhof erreichte am Pfingstsonntag, den 4. Juni, einen Höhepunkt. Mit ca. 70 Geschützen – darunter Mörser und ganze Kartaunen – wurden Stadt und Festungsanlagen so permanent beschossen, dass der Lärm noch in Weiden zu hören gewesen sein soll. Am Nachmittag des Tages erfolgte ein Generalsturm von kaiserlich-ligistischen Truppen auf die Schanzen in Stadtamhof unter dem Kommando von Oberst Philipp Friedrich von Breuner, bei dem etliche hohe Offiziere – darunter Graf von Dietrichstein – und Soldaten der Angreifer fielen. In drei Anläufen versuchten insgesamt 2.400 Mann, die Schanzen zu erstürmen, wurden jedoch jedes Mal von den 600 Verteidigern unter dem Kommando von Johann Jacob von Thurn abgewiesen. Am vierten Anlauf liefen nur noch 400 Mann an, weil andere sich weigerten. Die schwedischen Verteidiger wurden nicht eingeschüchtert und verteidigten sich durch das Werfen von mit Lunten gezündeten Handgranaten. In der folgenden Nacht machten die Belagerten einen Gegenausfall, bei dem nochmals viele Belagerer den Tod fanden.
Während der folgenden Belagerungszeit unternahm das kaiserlich-ligistische Heer noch sieben weitere Sturmangriffe, die alle zurückgeschlagen wurden. Während der Belagerung wurden 15.000 Kanonen- und Mörserschüsse auf die Stadt abgegeben und sollen 2.000 Kugeln von 100 Pfund und mehr auf die Stadt und die Befestigungen gefallen sein. Die schwedischen Verteidiger der Stadt unternahmen insgesamt 465 Ausfälle. Als sehr effektiv erwiesen sich Ausfälle der Belagerten aus den Schanzen am Regen (Regenschantz). Über die mit einem Hornwerk auf dem östlichen Ufer des Regen gesicherte Brücke konnte man hier tief in die Stellungen der kaiserlich-ligistischen Truppen bei Reinhausen einbrechen. Die nächtlichen Ausfälle vom 5. und 24. Juni führten zu großen Verlusten bei den kaiserlich-ligistischen Truppen. Nachdem die schwedische Regenschantz in mehreren Sturmversuchen von den Belagerern nicht hatte eingenommen werden können, änderten die Feldherren der kaiserlich-ligistischen Truppen ihre Strategie und verlegten am 8. Juni den Großteil der Belagerungsarmee unter Nutzung der beiden von bayerischen Pionieren errichteten Schiffsbrücken westlich und östlich der Stadt auf das südliche, stadtseitige Donauufer. Das neue Hauptquartier von König Ferdinand wurde ins Kloster Prüll verlagert.

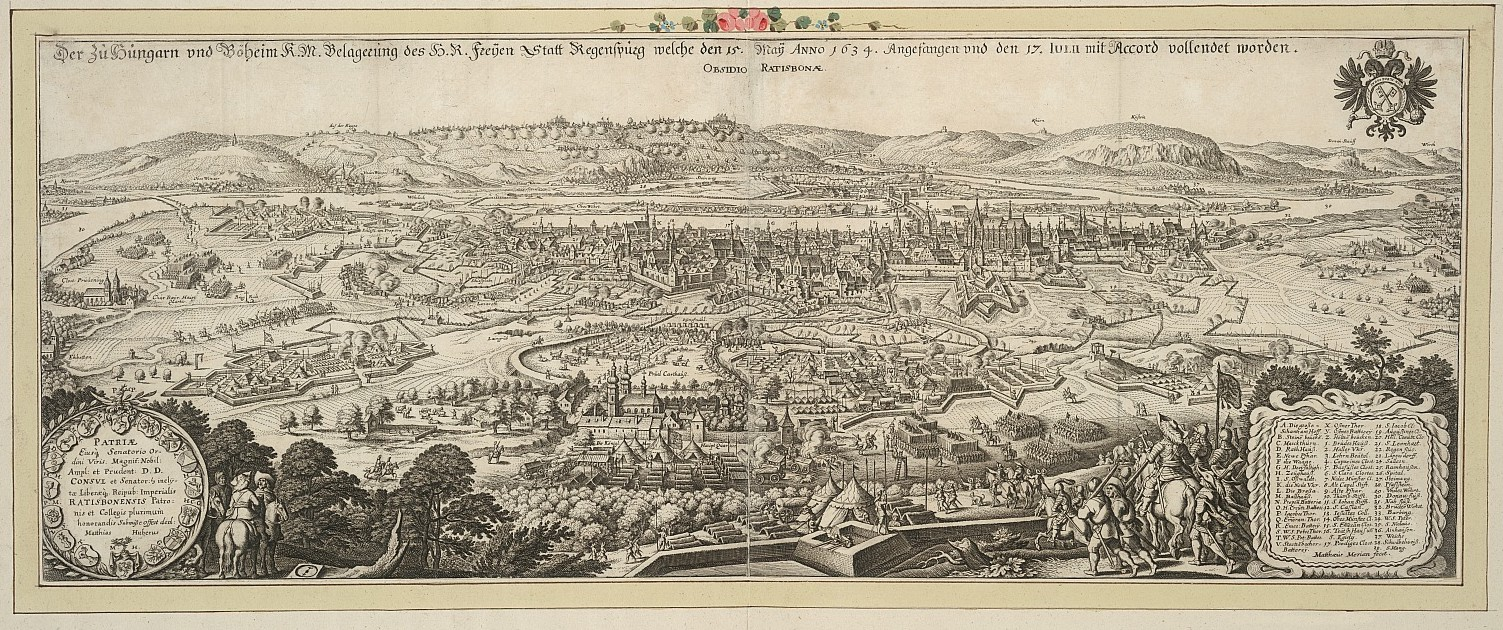
Südansicht der Belagerung von Regensburg durch ein kaiserlich-ligistisches Heer unter Ferdinand III und Aldringen, Juni–Juli 1634. Vordergrund: Heerlager bei Kumpfmühl (Mitte: Kloster Prüll). Hintergrund: Stadt Regensburg, Fluss Donau, rechts Mündung des Flusses Regen, Anhöhen von Winzer im Westen bis Reinhausen im Osten.

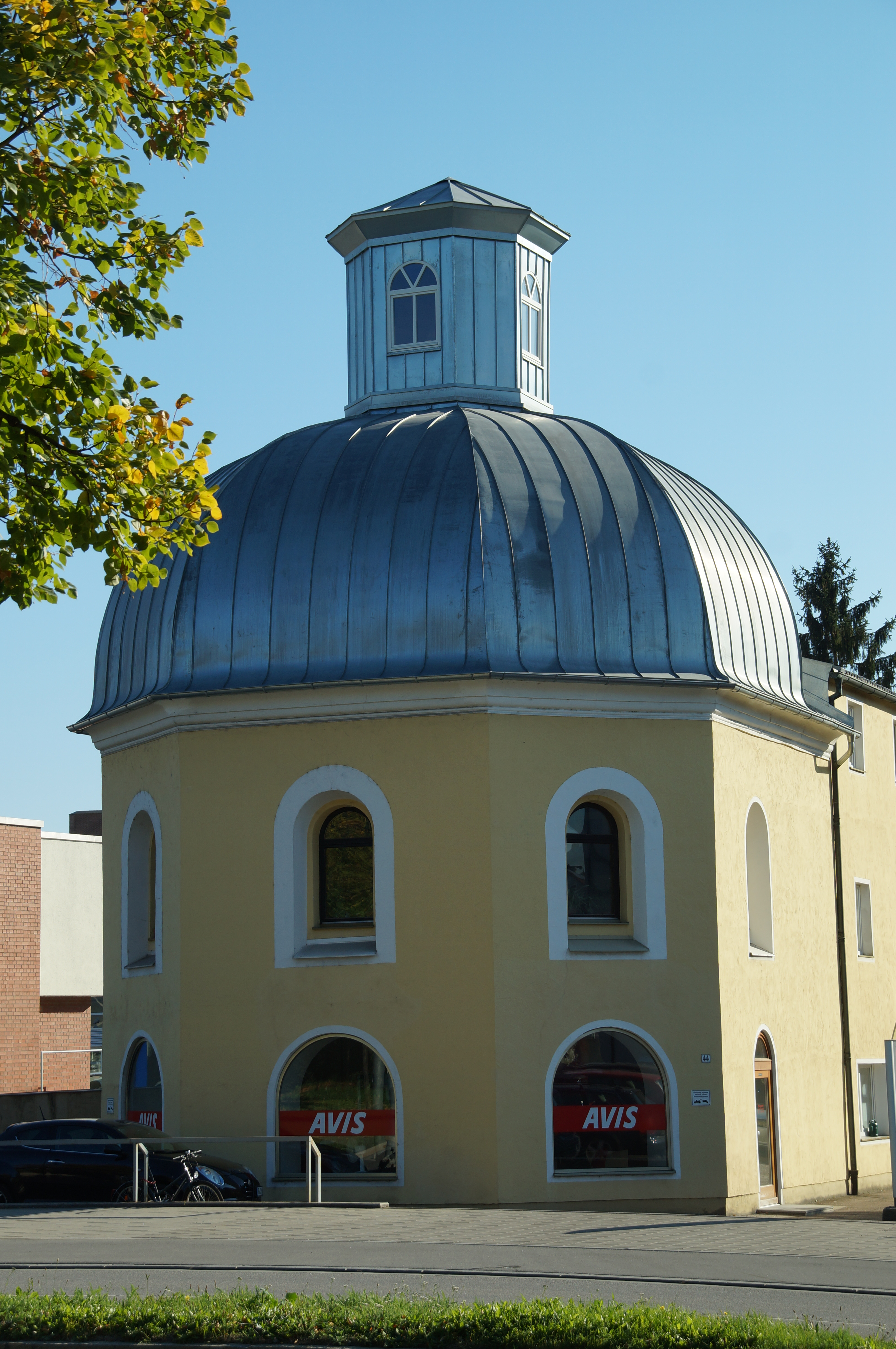
Ehemaliges Siechenhaus Alt St. Niklas (Adolf-Schmetzer-Str.)

Auf dem Südufer entstanden auch neue Artilleriestellungen beim Feldlager Kumpfmühl, beim Tor von St. Emmeran und beim Peterstor (Merian-Stich 31, 30). Nach der Verlagerung der Armee wurde die Stadt mit einem Belagerungsring aus Verschanzungen, Batteriestellungen und Laufgräben eingekreist. Schwerpunkte der Belagerung waren im westlichen Bereich der Abschnitt zwischen dem Prebrunntor und dem Jakobstor (heute Stadtpark), im mittleren Bereich der Abschnitt zwischen dem stadtnahen bayerischen Dorf Kumpfmühl, über das Emmeraner Tor bis hin zum Peterstor und im östlichen Bereich der Abschnitt zwischen der Ostenbastei mit dem Ostentor (Merian-Stich 29) über die bei der Eroberung der Stadt im November 1633 zerstörten Kirche St Niklas hinaus bis Einhausen (heute Schloss Pürkelgut). Im westlichen Bereich errichteten die bayerisch-ligistischen Truppen eine Hornwerk, das Troibreze-Werk. Dort war eine Artilleriestellung mit 7 Geschützen postiert, die das Jakobstor im Visier hatten. Den Schwerpunkt der Verschanzungen der kaiserlichen Truppen bildeten im mittleren Bereich die sog. Fernemontischen Werke, die sich vom Dorf Kumpfmühl nach Osten über ca. 3 km (entlang der heutigen Friedensstraße) bis zum Ostentor zogen. Hier war ein Großteil der kaiserlichen Artilleriestellungen installiert, um das Emmeraner Tor und das Peterstor zu beschießen. Hier verschanzten sich auch mehrere kaiserliche Regimenter, unter ihnen das Regiment von Oberst Johann Franz von Barwitz, Freiherr von Fernemont. Im östlichen Bereich waren die Ostenbastei und die Schanzen vor dem Ostentor heftig umkämpft. Dort befand sich neben anderen auch das kaiserliche Regiment Alt Schaumburg unter dem Kommando des Schotten Walter Leslie, das sich in den Ruinen der abgebrannten Kirche St. Niklas verschanzt hatte und bei mehreren Ausfällen der schwedischen Besatzung schwere Verluste erlitt.
Am 25. Juni traf der bayerische Kurfürst Maximilian I. als oberster Befehlshaber der Ligatruppen im Lager der bayerischen Belagerungstruppen ein und bezog sein Hauptquartier im Kloster Prüfening vor den Mauern im Westen der Stadt. Er bemühte sich sogleich, die militärischen Anlagen zu inspizieren und Missstände zu beseitigen, blieb dabei aber sehr isoliert, weil ihn keiner der höheren kaiserlichen Offiziere empfangen hatte und begleitete. Dies war ein Anzeichen dafür, dass die Pläne des bayerischen Kurfürsten, wie mit Regensburg bei und nach der Rückeroberung zu verfahren sei, deutlich von den Vorstellungen abwichen, die am kaiserlichen Hof in Wien herrschten und die auch Erzherzog Ferdinand als Sohn des Kaisers und militärischer Oberbefehlshaber übernommen hatte. Diese Differenzen kamen erst beim Abschluss des Akkordvertrages voll zum Ausbruch und dauerten dann jahrelang an. Bei seinem Besuch im Feldlager bekam der bayerische Kurfürst vom Befehlshaber der Ligatruppen Johann von Aldringen nur Informationen zur schlechten Stimmung unter den verbündeten Belagerern, nämlich dass der junge, unerfahrene, kaiserliche Oberbefehlshaber, Erzherzog und König von Ungarn Ferdinand, den absoluten Oberbefehl beanspruche und darin bestärkt würde von seinem intriganten Assistenzrat und militärstrategischen Ratgeber Johann Kaspar von Stadion, dem als Deutschmeister bezeichneten Hochmeister des Deutschen Ordens. Die bayerisch-ligistischen Offiziere würden auf kaiserlicher Seite auch beim zweiten Berater des Königs Ferdinand, dem Generalleutnant Matthias Gallas, kein Gehör finden und müssten immer die unangenehmsten und gefährlichsten Aufgaben erledigen.
Am 26. Juni kam es zum größten und erfolgreichsten Ausfall der schwedischen Verteidiger der belagerten Stadt unter dem Kommando des Stadtkommandanten Lars Kagg, angeführt von Oberst Hastver. Die gesamten Reiter der Garnison und von jeder Kompanie 15 Mann – zusammen 1.000 Mann – stürmten morgens um 6 Uhr aus dem Jakobstor und drangen in die Fernemontischen Werke der kaiserlichen Truppen ein und auch in das Lager und in die Laufgräben der bayerischen Truppen. Dort waren Laufgräben schon bis an die Stadtmauer zum Prebrunn Tor vorgetrieben worden, um das schützende Hornwerk zu sprengen. Viele der bayerischen Belagerer wurden in den Laufgräben mit Schlachtschwertern niedergemacht, und auch hier wurden wieder mit Lunten gezündete Handgranaten eingesetzt, für deren gefährlichen Einsatz die Soldaten mit einem Handgeld belohnt wurden. Etliche bayerische Offiziere und 400 Soldaten wurden getötet.

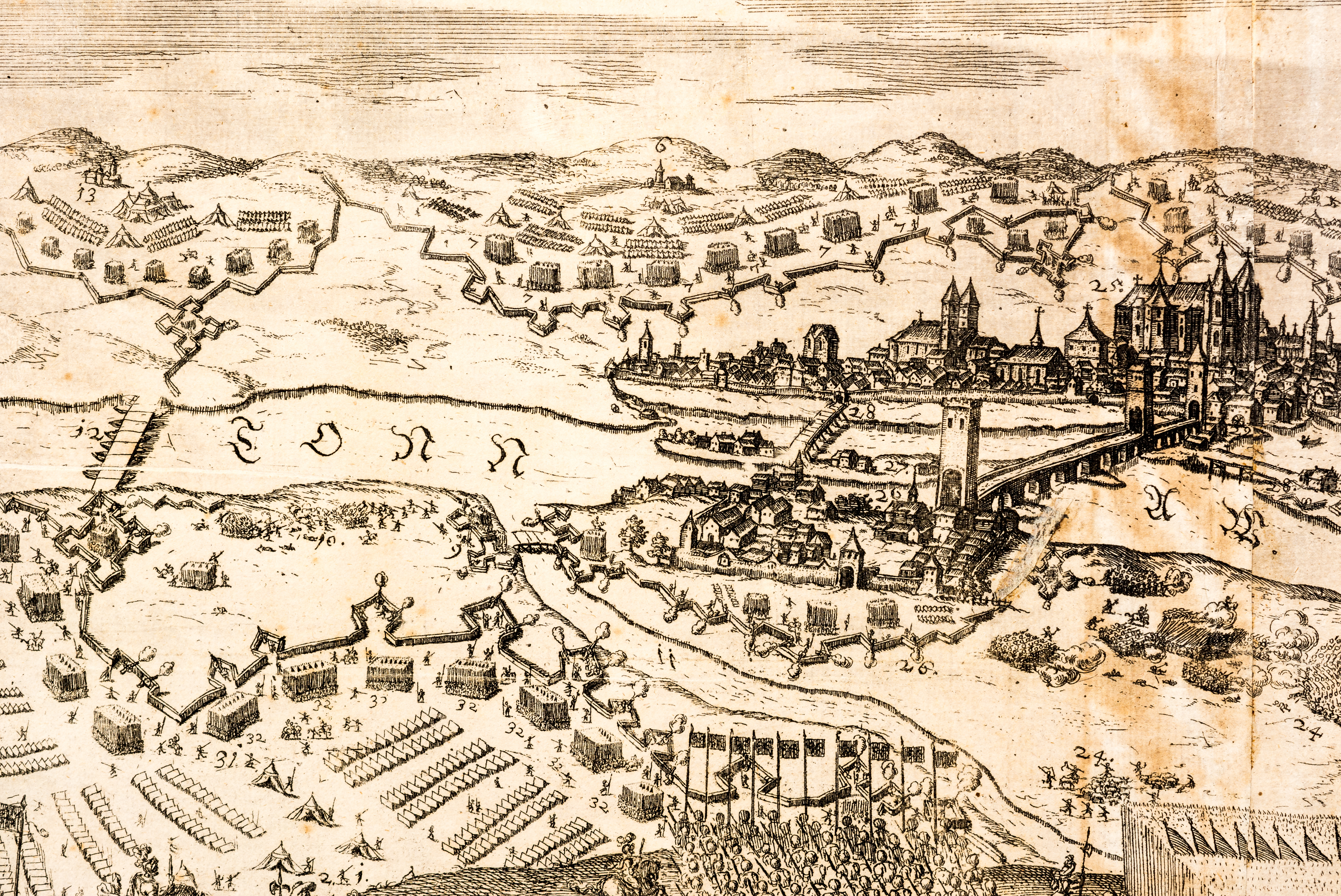
Steinerne Brücke, nördlicher Brückenkopf und Stadtamhof

Auch auf dem Nordufer bei Stadtamhof wurde unermüdlich geschanzt. Hier legten die bayerisch-ligistischen Belagerer mit Hilfe von Kriegsgefangenen Laufgräben (Approchen) an, mit denen man sich ausgehend vom Ort Steinweg dem Hornwerk in Stadtamhof annähern wollte, das den nördlichen Brückenkopf der Steinernen Brücke schützte. Am 28. Juni war man dem Ziel schon so nahegekommen, dass sich Angreifer und Verteidiger mit Piken erreichen konnten. Der dort kommandierende schwedische Befehlshaber Johann Jacob Graf von Thurn konnte die Bastion aber behaupten, indem man sich auch dort mit Handgranaten wehrte.
Am 4. Juli wurden die Artilleriestellung der Belagerer auf dem Nordufer vom Weinberg herab in tiefer gelegene Stellungen verlegt, um die Stadt und die Donauinseln besser beschießen zu können. Zum Transport eines kleinen Geschützes (Kaliber 12 cm, Rohrgewicht 1,5 Tonnen) wurden 8 Pferde benötigt und für ein großes Geschütz (halbe Kartaune, Kaliber 12 cm, Rohrgewicht 3,5 Tonnen) sogar 20 Pferde. Die mühsame Verlagerung der Geschütze war die Vorbereitung für einen geplanten Angriff der Belagerer auf die Donauinseln. Dieser entscheidende Angriff der kaiserlich-ligistischen Armee erfolgte am 6. Juli morgens um 7 Uhr. Während einer Beschießung der Inseln gelangten die Angreifer mit Hilfe von 2 großen und 12 kleinen Schiffen über den schmalen Nordarm der Donau auf den Oberen Wöhrd und starteten dort nach einem verabredeten Signal durch ein Kraudenfeuer (in Brand gesetztes Pulver) einen überraschenden Angriff. Die zu schwach besetzten schwedischen Schanzen wurden überwunden und die Verteidiger, die sich tapfer wehrten, überwältigt. Vom Oberen Wöhrd gelangten die Angreifer mitten auf die Steinerne Brücke und standen damit im Rücken der schwedischen Truppen, die auf dem Nordufer der Donau in den Festungsanlagen in Stadtamhof und am Regen lagen. Diese Truppen waren nach der Eroberung der Steinernen Brücke von der Stadt abgeschnitten und mussten ihre Stellungen räumen. Sie gelangten nur unter schweren Verlusten über die Steinerne Brücke zurück in Stadt und verloren insgesamt 450 Mann. Nach diesem Erfolg besetzten die kaiserlichen Truppen beide Donauinseln und die Steinerne Brücke bis zum gesprengten stadtseitigen 2. Joch. Überall auf den Inseln wurden Geschütze postiert, die nun die Stadt und besonders die Prebrunn-Bastei aus der Nähe (50–100 m) beschießen konnten.
Die Eroberung der strategisch wichtigen Donauinseln und die Eroberung der Steinernen Brücke waren der Durchbruch für die Eroberung der ganzen Stadt Regensburg, obwohl weitere Sturmangriffe bis zum 21. Juli 1634 zunächst erfolglos blieben. Die Endphase des Kampfes war aus Sicht der Schweden durch Pulvermangel gekennzeichnet, was sie letztlich zur Aufgabe zwang. Nachdem die Schweden nicht mehr die Steinerne Brücke beherrschten, konnten die von dort aus mit Wasserkraft betriebenen Pulvermühlen nicht mehr betrieben werden bzw. die Pulvermühlen, die am Donauufer vor der Stadtmauer verankert waren, konnten von der Brücke aus beschossen werden.
Umso heftiger wurde der Beschuss der Festungswerke durch die Angreifer. Der Turm der Prebrunnbastei wurde bereits am 7. Juli völlig zerschossen und auch der Brückturm der Steinernen Brücke wurde so zerstört, dass die dort im Obergeschoss platzierten kleinen Geschütze der Verteidiger entfernt werden mussten, weil sie abzustürzen drohten. Am 14. Juli stürzte der Turm am Emmerantor nach 63 Treffern ein. Am 12. Juli wurden Feuerballen von 100 Pfund und verteufelte Granaten, die Krankheiten und Giftdampf erzeugten, in die Stadt geschossen. Die Belagerer bauten sogar eine Art Kanonenboot, mit dem man 2 Geschütze auf der Donau ganz nah an die Mauern der Stadt bringen wollte. Jedoch misslang der Versuch, weil das Boot kenterte.
Erst als in der Stadt nur noch 39 Zentner Pulver vorhanden waren, zeichnete sich ab, dass die schwedische Garnison demnächst wegen Pulvermangel nicht mehr kampffähig sein würde. Außerdem wurde Nahrung und Wasser knapp und es kamen auch keine Nachrichten mit Informationen über das sich annähernde schwedische Entsatzheer aus der Stadt heraus oder hinein, das schon bei Landshut stand. Da der Stadtkommandant Lars Kagg weder von Herzog Bernhard noch vom Feldmarschall Gustaf Horn Entsatz erwarten konnte, musste er nach zweimonatiger Belagerung am 21. Juli dem Beginn von Akkordverhandlungen zustimmen. Der Akkordvertrag wurde am 26. Juli 1634 von beiden Seiten unterschrieben. Ein unbekannter Kriegstagebuchschreiber in Regensburg hat als Quintessenz wörtlich festgehalten: „Nach Übergabe der Stadt befand sich, daß Hertzog Bernhardt zu Landshut in Anzug gewesen, die Stadt zu entsetzen, welches auch erfolget wäre, wenn nur die Übergab 2 Tage zurückgehalten worden wäre.“
Am 29. Juli 1634 bekamen die Garnisonstruppen freien Abzug nach Neumarkt, wo sie am 30. Juli eintrafen. Beim Auszug aus der Stadt weigerte sich der Regimentskommandeur Johann Jacob Graf von Thurn, vom Pferd abzusteigen, was ihm der kaiserliche Hof sehr verübelte, weil er als Emigrant aus Mähren ein Vasall war. Der Stadtkommandant Kagg war über den ausgeblieben Entsatz von Herzog Bernhard so enttäuscht, dass er seinen Feldherren nicht mehr sprechen wollte und über Nürnberg nach Würzburg weiterzog. Danach gab er den Kriegsdienst auf und reiste nach Schweden.
Insgesamt hatten die kaiserlich-ligistischen Truppen während der Belagerung 15.000 Kanonenschüsse abgegeben und bei sieben vergeblichen Sturmangriffen mehr als 8.000 Mann verloren, davon 87 höhere Offiziere. Zusätzlich waren 6.000 Mann desertiert. Die schwedische Besatzung verlor bei 465 Ausfällen 586 Tote, unter ihnen 64 Offiziere. Von den 1.200 von der Stadt gestellten Soldaten wurden 711 verletzt und 400 kamen ums Leben, unter ihnen auch der Kommandeur, der schottische Obrist John Affleck.

### Misslungener schwedischer Entsatzversuch (Ende Juli 1634)

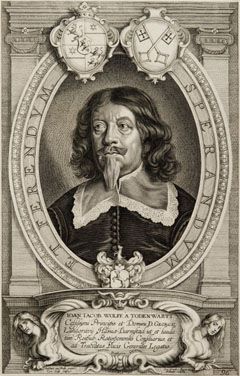
Johann Jakob Wolff von Todenwarth

(Quelle:)
Nach dem nur teilweise erfolgreichen Entsatzversuch für Regensburg Anfang Juni 1634 griff Herzog Bernhard einen mit dem Befehlshaber des zweiten schwedischen Heeres in Süddeutschland unter Feldmarschall Gustaf Horn bereits abgesprochenen Plan auf. Beide hatten in Aussicht genommen, wenn erforderlich ihre Heere zu vereinigen. Während Horn, der im Frühjahr 1634 in Württemberg und am Bodensee operiert hatte, immer mit einem eventuell nötigen Zug seines Heeres nach Bayern rechnete, um Augsburg und Regensburg zu sichern, verhielt sich Herzog Bernhard nicht so konsequent, wie es nötig gewesen wäre. Er betrieb weiterhin andere Projekte in seinem Herzogtum Franken, wie die vergeblichen Belagerungen von Kronach und Forchheim, wo er mit seinem Heer am 20. Juni eintraf, um die Stadt und die dort gelagerten großen Lebensmittel- und Munitionsvorräte zu erobern. Wegen diverser Schwierigkeiten kam die Belagerung aber nicht in Gang und gleichzeitig trafen aus Regensburg und aus dem für den Zugang nach Regensburg strategisch wichtigen Kelheim so schlechte Nachrichten ein, dass er am 28. Juni beladen mit 1.000 Säcken Mehl aufbrach, um Kelheim zu halten. Er hatte aber nicht erfahren, dass Kelheim bereits am 26. Juni nach Verteidigung durch Oberst Friedrich von Rosen in die Hände kaiserlicher Truppen gefallen war. Nachdem die Nachricht vom Fall Bernhard erreicht hatte, kehrte er zurück, die Belagerung von Forchheim hatte sich nach seinem Abzug jedoch unter dem Kommando des Generals Johann Philipp Cratz von Scharffenstein durch einen Ausfall der Belagerten am 1. Juli zu einem Desaster entwickelt und musste am 14. August 1634 ohne Erfolg abgebrochen werden.
Inzwischen war Feldmarschall Gustaf Horn mit seinem Heer am 14. Juni in Memmingen aufgebrochen und zog nach Augsburg. Er kannte die Probleme von Herzog Bernhard in Franken und die bedrohliche Lage in Regensburg, aber er zögerte auch, Württemberg zu verlassen, weil er Informationen über das von Süden heranziehende spanische Heer des Kardinalinfanten Ferdinand von Spanien bekommen hatte. Herzog Bernhard war bei der Entscheidungsfindung, was nun zu tun sei, nicht hilfreich. Von ihm kamen nur unklare Vorstellungen, weil er sich nach dem Verlust von Kelheim nicht über eine Strategie zur Rettung von Regensburg im Klaren war. Um nicht tatenlos bei Augsburg zu liegen, ließ Horn am 21. Juni 1634 unter grausamen Begleitumständen Aichach besetzen. Am 23. Juni erhielt er von Herzog Bernhard die Nachricht, dass er sich entschlossen hatte, Regensburg nicht zu entsetzen, weil sein Herzogtum Franken sonst entblößt werde. Einige Tage später hatte sich Herzog Bernhard jedoch umentschieden, Regensburg doch zu entsetzen. Beide Feldherren trafen sich in Donauwörth und einigten sich darauf, Regensburg mit einem vereinten Heer zu Hilfe zu eilen. Ihre Heere trafen am 11. Juli bei Aichach zusammen. Das vereinigte Heer hatte eine Stärke von ca. 23.000 Mann, davon 13.000 zu Fuß und 10.000 zu Ross.
Am 12. Juli brach das schwedische Heer auf, nahm aber trotz der bedrohlichen Lage nicht den kürzesten Weg nach Regensburg, sondern zog über Freising, das am 16. Juli eingenommen wurde, und Moosburg, wo das Heer nach Reparatur einer Brücke auf das rechte Ufer der Isar übersetzte, nach Landshut. Es ist ungewiss, welche Motive es für die Wahl des Weges gab, jedoch ist die Wahl ein Zeichen für mangelnde Planung und Meinungsverschiedenheiten der beiden schwedischen Generäle. Auch waren sie über die Lage in Regensburg nicht informiert und wählten Wege mit Möglichkeiten zu Plünderungen. Strategisch dachten die Feldherren wahrscheinlich nicht nur an den Entsatz von Regensburg, sondern sahen auch Möglichkeiten, in das Land ob der Enns einzufallen, um den Krieg auch in die Habsburgischen Erblande zu tragen.

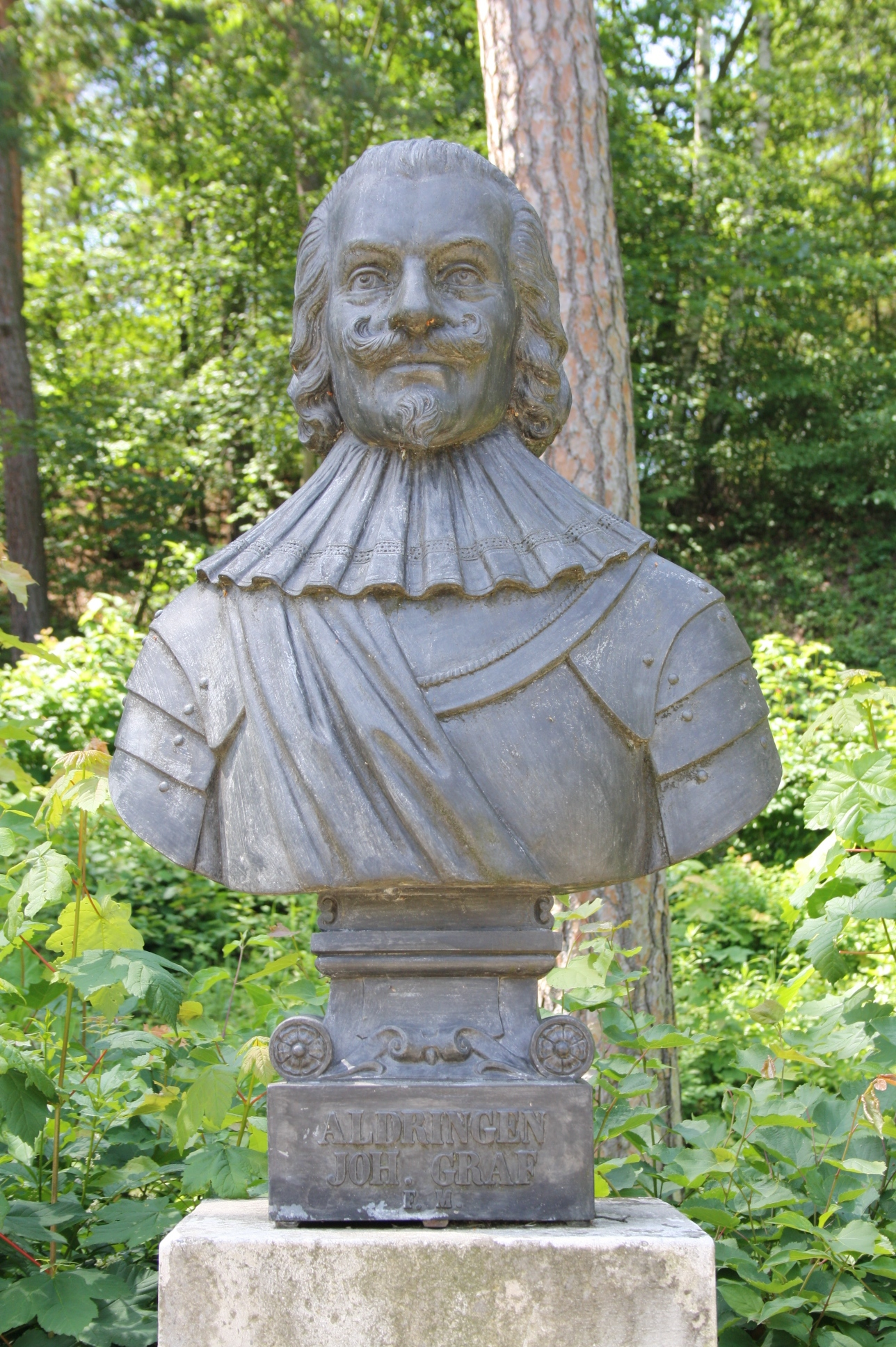
Graf von Aldringen, Feldmarschall katholische Liga

Der erneute Vorstoß eines schwedischen Heeres nach Bayern veranlasste den bayerischen Kurfürsten Maximilian, den bayerischen Feldmarschall Aldringen am 18. Juli mit drei Regimentern Dragoner von der Belagerung Regensburgs abzuziehen und nach Landshut zu beordern, wo nur 3 Kompanien Dragoner und 2 Kompanien Fußvolk lagen. Am Abend des 20. Juli 1634 trafen die beiden gegnerischen Heere vor Landshut zusammen. Die Schweden begannen sofort, das nur schwach befestigte Landshut zu stürmen, was innerhalb von 2 Tagen gelang. Am 22. Juli wurden Stadt und Schloss erobert und dabei neben anderen Offizieren auch der Oberst John Henderson gefangen genommen. Beim erzwungenen Rückzug der bayerischen Kavallerie über die Isarbrücke kam Feldmarschall Johann von Aldringen ums Leben, als er versuchte, die Isar mit seinem Pferd schwimmend zu durchqueren und dabei erschossen wurde. In Landshut fanden die Schweden große Mengen an Lebensmitteln vor, die ausgereicht hätten, um das Heer drei Wochen zu ernähren. Obwohl es damit möglich gewesen wäre, nach Oberösterreich zu ziehen, entschlossen sich die schwedischen Feldherren, Regensburg zu entsetzen, verbrachten aber vor ihrem Weitermarsch acht Tage mit der totalen Ausplünderung von Landshut. Erst am 30. Juli brach das Heer nach Regensburg auf. Zu dieser Zeit war Regensburg von der schwedischen Garnison schon aufgegeben worden, was aber wegen der perfekten Einschließung der Stadt nicht nach Landshut durchgedrungen war. Das schwedische Entsatzheer kam bis ca. 10 km vor Regensburg, als ein Bote mit der Nachricht eintraf, dass die Stadt bereits am 26. Juli mit Akkord an die Kaiserlichen gefallen war.
Das schwedische Heer kehrte nach Landshut zurück und erhielt dort die Nachricht, dass das kaiserliche Heer, das Regensburg zurückerobert hatte, weiter donauaufwärts abmarschiert sei, um über Ingolstadt in das Nördlinger Ries nach Württemberg zu gelangen und sich dort mit dem heranziehenden spanischen Heer zu vereinen. Beide schwedischen Feldherren sahen sich nun gezwungen, ebenfalls sofort nach Württemberg aufzubrechen, um die geplante Vereinigung der beiden großen katholischen Heere zu verhindern. Eine starke Einheit ihrer Kavallerie wurde als Vorhut vorausgeschickt, um Städte auf der Marschroute zu sichern. Während des Rückmarsches setzte starker Regen ein, was den Marsch sehr erschwerte. Völlig erschöpft erreichte das schwedische Heer Augsburg am 6. August unter großen Verlusten an Mannschaften und Pferden durch Krankheiten. Für die Schweden war dieser Rettungsversuch von Regensburg der misslungene Auftakt zur schweren Niederlage in der Schlacht bei Nördlingen. Für Bayern gilt: „Dies war einer der verheerendsten Heerzüge, der die Gegend vom Lech bis zur Isar, von Donauwörth bis Regensburg von Menschen und Vieh entblößt und alles zerstört hatte.“

### Der Akkordvertrag und seine Nachwirkungen
Ablauf und Ergebnis der Akkordverhandlungen sind bemerkenswert. Neben dem kaiserlichen, dem bayerischen und dem schwedischen Bevollmächtigten war von Seiten des Rates der Stadt der seit Jahren für Regensburg auf allen Ebenen diplomatisch tätige und seit Jahren erfahrene Syndicus Johann Jacob Wolff von Todenwarth beteiligt, „der auf dezidiert kaisertreuem Kurs die Bemühungen fortsetzte, den reichsstädtischen Protestantismus und die Reichsunmittelbarkeit der Stadt Regensburg juristisch und politisch abzusichern“. Im Interesse der Reichsstadt Regensburg musste Todenwarth die Balance halten zwischen den Drohungen und Forderungen des bayerischen Kurfürsten und den geheimen Friedensplänen des Kaisers mit Kursachsen und der Landgrafschaft Hessen-Darmstadt, deren Gesandtschaft Todenwarth ebenfalls innehatte. Schwierig waren auch Zugeständnisse an die anderen Reichsstädte, die sich – initiiert von den Schweden, aber ohne aktive Beteiligung von Regensburg – im Heilbronner Bund zusammengeschlossenen hatten. Todenwarth verhielt sich bei den Beratungen im Heilbronner Bund den Schweden gegenüber eher hinderlich und war ihnen deshalb so verdächtig, dass sie ihn schon vor der Eroberung von Regensburg im Herbst 1633 gefangen nahmen und bis in den Januar 1634 gefangen hielten.
Für Regensburg war der am Ende unterzeichnete Akkordvertrag sehr günstig, denn er sah vor, dass die Stadt nicht durch bayerische, sondern ausschließlich durch kaiserliche Truppen besetzt wurde. Dahinter stand die Absicht des Kaisers, Regensburg als kaiserliche Reichsstadt unter dem Schirm des Erbschutzvertrages des Hauses Habsburg zu halten und den Status der Stadt von vor dem Krieg unverändert zu belassen. Damit verhinderte der Kaiser das Vorhaben von Kurfürst Maximilian, Regensburg mit Zustimmung des Kaisers in einem habsburgisch-wittelsbachischen Arrangement zu annektieren. Maximilian wünschte sich Regensburg als Kompensation für die – aus seiner Sicht – von der Stadt unter schwedischer Besatzung verursachten hohen Kriegsschäden in der nach dem Abzug der Schweden völlig zerstörten bayerischen Vorstadt Stadtamhof. Maximilian war auch nicht bereit, die während der 2-jährigen bayerischen Besatzung verursachten Schäden zu berücksichtigen, und er hatte kein Verständnis für das behutsame Vorgehen von Kaiser Ferdinand II. und seinem Sohn Erzherzog Ferdinand III. Schon während der Belagerungszeit hatte blanker Hass auf Regensburg den Blick des bayerischen Kurfürsten getrübt. Er hatte sogar die Option der völligen Zerstörung der Stadt, das heißt der Magdeburgisierung von Regensburg ins Gespräch gebracht, für den Fall, dass man ihm die Übernahme der Stadt durch ihre Mediatisierung verweigern würde.
Allerdings konnte das vom Kaiser und der Stadt Regensburg gewünschte Verhandlungsergebnis mit dem uneinsichtigen Verhandlungspartner Maximilian nur durch eine betrügerische List der kaiserlichen Emissäre erreicht werden. Unter dem Vorwand höchster Eilbedürftigkeit – angeblich stand der Feind vor den Toren, was nicht zutraf, denn er stand während der Verhandlungen noch vor Landshut – legte man in der entscheidenden Ratifikationsphase des Vertrages dem bayerischen Bevollmächtigten Otto Heinrich Fugger die von Kaiser und Stadt gewünschte Vertragsversion zur Unterzeichnung vor, die aber Kurfürst Maximilian nicht freigegeben hatte. Der Verhandlungsführer des bayerischen Kurfürsten unterschrieb dieses Exemplar, und damit war die Absicht des Kurfürsten vereitelt, den Sieg über Regensburg zu nutzen, um die Stadt unter bayerische Herrschaft zu bringen und mit Sanktionen zu bestrafen. Die nachträglichen Beschwerden des Kurfürsten ließ der Kaiser unbeachtet, denn wegen des in Aussicht stehenden Prager Friedens mit Kursachsen und wegen der sich für Habsburg günstig entwickelnden militärischen Lage, die Anfang September 1634 zur schweren Niederlage der Schweden bei Nördlingen führte, war der Kaiser nicht mehr auf die militärische Unterstützung von Maximilian und der Katholischen Liga angewiesen.
Der Ärger des bayerischen Kurfürsten war immens. Jahrelange juristische Streitereien zwischen Kaiser, Kurfürst und Regensburg am Reichshofrat in Wien waren die Folge. Die wirtschaftliche Entwicklung von Regensburg und die Bevölkerung der Stadt hatte noch jahrelang zu leiden unter den vom bayerischen Kurfürsten verhängten Wirtschafts- und Verkehrsblockaden mit hohen Zöllen und Einfuhrbeschränkungen.